# ۱۹۸۹ (آلبوم)
۱۹۸۹ پنجمین آلبوم استودیویی خواننده-ترانه‌سرای آمریکایی، تیلور سوئیفت، است. این آلبوم در ۲۷ اکتبر ۲۰۱۴ به‌وسیلهٔ بیگ مشین رکوردز منتشر شد. عنوان آلبوم برگرفته از سال تولد سوئیفت به منزلهٔ بازآفرینی تصویر و سبک هنری اوست. با این آلبوم هویت هنری سوئیفت از موسیقی کانتری به پاپ تغییر پیدا کرد.
سوئیفت تهیه‌کنندگی ۱۹۸۹ را با گروهی شامل مکس مارتین، شلبک، جک آنتونوف، رایان تدر، نیتن چپمن و ایمجن هیپ به‌عهده داشت. این آلبوم با الهام از سینث-پاپ دههٔ ۱۹۸۰ تولید شد و مشخصهٔ آن، سینث‌سایزرهای انبوه، ماشین‌های درام برنامه‌نویسی‌شده و آواز زمینه‌ای الکترونیک اصلاح‌یافته است. این ویژگی‌ها تفاوت چشمگیری با سبک آکوستیک آلبوم‌های پیشین سوئیفت دارند. ترانه‌های آلبوم پیامدهای یک رابطهٔ شکست‌خورده را روایت می‌کنند و متن ترانه‌ها به تفصیل بیشتری از جزئیات سبک خودزندگی‌نامه‌ای سوئیفت پرداخته‌اند. این ترانه‌ها تجربه‌های احساسی مانند دل‌شکستگی، بهبودی و خودشناسی را با نگاهی خوش‌بینانه، حسرت‌آمیز و نوستالژیک روایت می‌کنند.
۱۹۸۹ با تور جهانی ۱۹۸۹، پرفروش‌ترین تور کنسرتی سال ۲۰۱۵، تبلیغ شد. هفت تک‌آهنگ برای پشتیبانی از این آلبوم منتشر شدند که «بندازش بره»، «فضای خالی» و «کینه» به صدر جدول بیلبورد هات ۱۰۰ رسیدند و «استایل» و «مهیج‌ترین رؤیاها» در میان ۱۰ ترانه برتر این جدول قرار گرفتند. ۱۹۸۹ در ایالات متحده ۱۱ هفته را در صدر بیلبورد ۲۰۰ سپری کرد و ۹ بار گواهی‌نامه پلاتین دریافت کرد. این آلبوم بیش از ۱۴ میلیون نسخه در سراسر جهان فروخته و در کشورهای اروپا، آمریکا و آسیا–اقیانوسیه گواهی‌نامه‌های پلاتین دریافت کرده است. سوئیفت و بیگ مشین حدوداً به مدت سه سال از پخش این آلبوم در سرویس‌های پخش جریانی (استریمینگ) خودداری کردند. این تصمیم بحث‌هایی در صنعت موسیقی در مورد تأثیر استریمینگ بر فروش موسیقی به راه انداخت.
نقدهای اولیهٔ ۱۹۸۹ عموماً مثبت بودند و تولید جذاب آلبوم و ترانه‌سرایی سوئیفت را تحسین کردند. اما به باور برخی منتقدان، ساختار سینث-پاپ آلبوم هویت سوئیفت به‌عنوان خواننده-ترانه‌سرا را تضعیف کرده است — نقدی که با نگاهی به گذشته راکیست دانسته شده است. ۱۹۸۹ در مراسم گرمی ۲۰۱۶ برندهٔ جوایز آلبوم سال و بهترین آلبوم آواز پاپ شد و رولینگ استون آن را در فهرست «۵۰۰ آلبوم برتر تمام دوران» قرار داد. با این آلبوم، جایگاه سوئیفت به پاپ آیکان تغییر پیدا کرد و دیدگاه پاپ‌گرایی مطرح شد، ضمن اینکه شهرت فزایندهٔ سوئیفت باعث تشدید نگاه موشکافانهٔ رسانه‌ها به زندگی عمومی و شخصی او شد. در پی اختلاف نظری در رابطه با مالکیت مجموعهٔ کامل آثار سوئیفت، او نسخهٔ مجددا ضبط‌شدهٔ این آلبوم، ۱۹۸۹ (نسخه تیلور)، را در سال ۲۰۲۳ منتشر کرد.

## زمینه
تیلور سوئیفت تا پیش از انتشار چهارمین آلبوم استودیویی‌اش سرخ (۲۰۱۲) به‌عنوان موسیقی‌دان سبک کانتری شناخته می‌شد. این آلبوم به‌وسیلهٔ بیگ مشین رکوردز برای رادیوهای کانتری و مراسم‌های اهدای جوایز این سبک تبلیغ شد، اما سرخ علاوه بر آوای کانتری پاپ که مشخصهٔ دیسکوگرافی سوئیفت بود، عناصری از سبک‌های پاپ و راک را نیز در خود جای داده بود. این ویژگی باعث شد بسیاری از منتقدان این آلبوم را نه فقط یک اثر کانتری، بلکه یک آلبوم پاپ یا راک نیز بدانند. دو تک‌آهنگ از نظر تجاری موفق این آلبوم، یعنی «دیگر هیچ‌وقت با هم نخواهیم بود» و «می‌دونستم شر میشی»، ترانه‌های پاپ با تولید الکترونیک بودند که محبوبیت سوئیفت را در موسیقی پاپ جریان اصلی تثبیت کردند.  رسانه‌ها دربارهٔ جایگاه او به‌عنوان هنرمند کانتری تردیدهایی مطرح کردند، اما سوئیفت در مصاحبه‌ای به‌سال ۲۰۱۳ با وال‌استریت ژورنال پاسخ داد که برایش مهم نیست خودش را به ژانر خاصی نسبت دهند.
با اوج‌گیری شهرت سوئیفت، زندگی عاشقانه‌اش هم زیر ذره‌بین رسانه‌ها قرار گرفت. رابطه چند ماهه‌اش با خواننده انگلیسی، هری استایلز، در سال ۲۰۱۳، پوشش گسترده‌ای در رسانه‌های زرد پیدا کرد. این رابطه و چندین رابطه کوتاه‌مدت قبلی، وجهه او به عنوان «دلبر آمریکا» را خدشه‌دار کرد؛ این مسائل توجه به جنبه‌های هنری سوئیفت را تحت‌الشعاع قرار داد و او را هدف قضاوت‌ها و هرزه‌نکوهی کرد. در مارس ۲۰۱۴، او از نشویل، تنسی به نیویورک سیتی نقل مکان کرد. به‌منظور اصلاح روایت تصویر عمومی‌اش، سوئیفت مجرد ماند و با دوستان مشهور زن خود در خیابان‌های نیویورک با استایلی خاص ظاهر شد: موهای کوتاه مدل مصری، لباس‌های کوتاه که شکمش را نشان می‌داد، دامن‌های کوتاه و کفش‌های پاشنه‌بلند. تغییر محل زندگی، توجه رسانه‌ها و وضعیت مجرد بودنش، الهام‌بخش ترانه‌سرایی برای آلبوم بعدی او شدند.

## مفهوم و ایجاد
سوئیفت در اواسط سال ۲۰۱۳، هم‌زمان با تور سرخ، شروع به نوشتن پنجمین آلبوم استودیویی خود کرد. به گفته او، سرخ آلبومی بود که در آن به‌طور هم‌زمان به پاپ و کانتری پرداخته بود، اما برای آلبوم بعدی‌اش می‌خواست اثری خلق کند که هم «از نظر صدا یکپارچه» باشد و هم «به‌وضوح پاپ». او در مورد انتخاب ژانر پاپ باور داشت که تعقیب دو هدف به‌طور هم‌زمان، مثل دنبال کردن دو خرگوش، باعث می‌شود «هر دو را از دست بدهی». سوئیفت تک‌آهنگ «می‌دونستم شر میشی» از آلبوم سرخ را که هفت هفته در صدر جدول ترانه‌های پاپ ماند، نشانه‌ای برای حرکت قاطعانه به سمت این مسیر می‌دانست.
برای به ثمر رساندن ایده‌اش، سوئیفت از ماهیت تجربی سینث-پاپ دههٔ ۱۹۸۰ الهام گرفت؛ زمانی که موسیقی‌دان‌ها سازهای محبوب آن دوران مثل درامز و گیتار را کنار گذاشتند و به سینث‌سایزرها، درام‌پدها و آواز دستکاری‌شده روی آوردند. آنی لنکس و پیتر گابریل نقش کلیدی در شکل‌گیری نگاه او داشتند: سوئیفت شیفته شیوه «پراحساس» لنوکس در بیان افکار و عواطف و صدای سینث‌-پاپ خاص گابریل شد. او با نام‌گذاری پنجمین آلبومش به ۱۹۸۹ — اقتباسی از سال تولد خودش — هم به تأثیر سینث‌-پاپ دهه ۱۹۸۰ ارجاع داد و هم به شکل نمادین احیای هنری حرفه‌اش را به نمایش گذاشت.
سوئیفت مکس مارتین و شلبک — که پیش‌تر «می‌دونستم شر میشی» را تهیه کرده بودند — را به‌عنوان همکاران اصلی به کار گرفت و مارتین را به‌عنوان مدیر اجرایی تولید مشترک آلبوم معرفی کرد؛ مارتین در خلق آلبومی یکپارچه به او یاری رساند و بدون ذکر نام در تولید چند قطعه نقش داشت. مارتین و شلبک هفت قطعه از نسخه استاندارد ۱۹۸۹ و دو قطعهٔ اضافی برای نسخه لوکس آن را تهیه کردند. رایان تدر، که سوئیفت با یادداشت صوتی از طریق آیفون با او ارتباط برقرار کرده بود، در نوشتن و تهیه «به نیویورک خوش آمدید» و «جاهایی را می‌شناسم» مشارکت کرد: تدر برای قطعهٔ اول با سینث‌سایزر جونو-۱۰۶ چهار دمو تهیه کرد که سوئیفت دموی نخست را برگزید و آن را به نسخه نهایی تبدیل کرد. برای قطع دوم، سوئیفت ملودی‌ای را که روی پیانو نوشته بود به تدر نشان داد و جزئیات ملودی مدنظرش را شرح داد؛ سپس هر دو با هم در یک روز ضبط آن را تکمیل کردند.
جک آنتونوف، که با سوئیفت در علاقه به موسیقی دههٔ ۱۹۸۰ هم‌سو بود، پیش‌تر در تک‌آهنگ «شیرین‌تر از داستان» (۲۰۱۳) که متأثر از موج نو بود با او همکاری کرده بود. او در دو قطعه از نسخه استاندارد و یک قطعه از نسخه لوکس ۱۹۸۹ نقش تهیه‌کننده داشت و از سینث‌سایزر جونو-۶۰  استفاده کرد؛ ابزاری که به باور او ترکیبی از «غم» و «عظمت» را به صدا می‌داد. «بیرون از جنگل‌ها» و «کاش می‌ماندی» در ابتدا به‌صورت قطعات بی‌کلام خلق شدند.  آنتونوف «بیرون از جنگل‌ها» را با سینث‌سایزرهای یاماها دی‌ایکس۷ و مینیموگ وویجر ساخت و آن را برای سوئیفت، که در هواپیما بود، فرستاد؛ سوئیفت هم در عرض ۳۰ دقیقه ملودی و ترانه را بر اساس آن نوشت. قطعهٔ «کاش می‌ماندی» در ابتدا یک نمونه‌برداری به‌وسیلۀ آنتونوف از صدای درام اسنر ترانهٔ «او مرا دیوانه می‌کند» (۱۹۸۸) اثر فاین یانگ کنیبالز بود. او این قطعه را از طریق آیفون برای سوئیفت پخش کرد و سپس برای بازضبط در اختیارش گذاشت؛ نتیجه نهایی ریمیکسی است که همان صداهای درام اسنر را در خود دارد.
سوئیفت برای همکاری در قطعهٔ «پاک» به سراغ ایمجن هیپ رفت. او ترانه و ملودی را نوشته بود و هیپ با سازهایش و صداهای پس‌زمینه به تکمیل این قطعه کمک کرد. ضبط این ترانه در استودیوی مخفی هیپ در لندن، تنها با دو برداشت در یک روز، به پایان رسید. نیتن چپمن که پیش‌تر آلبوم‌های کانتری پاپ سوئیفت را تهیه کرده بود، در تهیهٔ «این عشق» مشارکت داشت؛ این تنها ترانه‌ از ۱۹۸۹ بود که سوئیفت به‌تنهایی نوشت. نسخه استاندارد آلبوم شامل ۱۳ قطعه است و نسخه لوکس آن سه قطعه اضافی دارد. ۱۹۸۹ در استودیوهایی در سوئد، ایالات متحده و بریتانیا ضبط و توسط تام کوین طی دو روز در استودیوی استرلینگ ساند در نیویورک مسترینگ شد. کار روی آلبوم پس از پایان تور سرخ در اواسط ۲۰۱۴ نهایی شد. اسکات بورچتا، رئیس بیگ مشین، پس از شنیدن آلبوم از سوئیفت خواست چند ترانهٔ کانتری با سازهایی مانند فیدل به آن اضافه کند، اما سوئیفت این پیشنهاد را رد کرد. بورچتا پذیرفت که آلبوم برای پخش در رادیوهای کانتری، که نقشی کلیدی در موفقیت سوئیفت داشتند، تبلیغ نشود.

## ساختار

### موسیقی
۱۹۸۹ تجلیلی خلاقانه از موسیقی پاپ دهه ۱۹۸۰ است. این آلبوم در سبک سینث-پاپ ساخته شده و با استفاده از تنظیم‌های الکترونیکی شامل سینث‌سایزرها، دستگاه‌های درام از پیش برنامه‌نویسی‌شده و بیس‌لاین تپنده، از بافت‌های آکوستیکی که در آلبوم‌های قبلی سوئیفت برجسته بودند، فاصله گرفته است. تندای متوسط، ملودی‌های به‌یادماندنی، هوک‌ها و بند برگردان‌ها از مشخصهٔ ترانه‌ها هستند که مجموعهٔ هماهنگی را تشکیل می‌دهند و به سبک سینث-پاپ دهه ۱۹۸۰ وفادار می‌مانند، بدون اینکه تأثیر آشکاری از هیپ-هاپ یا آراندبی عامه‌پسند و معاصر بگیرند. برخی نقدها اشاره کرده‌اند که این آلبوم همچنین از سبک‌های راک دهه ۱۹۸۰، یعنی پاپ راک، سینث-راک و موج نو بهره برده است. در این راستا، منتقدان عموماً موسیقی سبک ۱۹۸۹ را قدیمی و رترو توصیف کرده‌اند. اما کارل ویلسون در نقدش برای مجله اسلیت مخالف این نظر بود و باور دارد هرچند چارچوب دهه ۱۹۸۰ سوئیفت، زیبایی‌شناسی کلی آلبوم را شکل می‌دهد، اما در یافتن تأثیرات موسیقایی آن می‌توان موسیقی دهه‌های ۱۹۷۰، ۱۹۹۰ یا ۲۰۰۰ را نیز ریشه‌یابی کرد.
علاوه بر چارچوب کلی سینث-پاپ، بسیاری از قطعات از سبک‌هایی بهره می‌برند که تداعی‌کننده حال‌وهوای رترو یا معاصر مانند موسیقی هیپ-هاپ، رقص و رقص الکترونیک هستند. ترانه «استایل» با ریف گیتار الکتریک و گروو خود، عناصری از فانک، دیسکوی دهه ۱۹۷۰ و آراندبی را در هم می‌آمیزد. صداهای ابتدایی ترانه «تنها کاری که باید می‌کردی ماندن بود» که از یک ضبط‌کننده دستکاری‌شده می‌آید، یادآور جلوه‌های صوتی مورد استفاده در موسیقی سایکدلیک است. سازهای ضربی، درام‌های بیس و سینث‌سایزرهای به‌کاررفته در ترانه‌های «فضای خالی»، «بندازش بره»، «کینه»، «سرزمین عجایب» و «جاهایی را می‌شناسم» حس هیپ-هاپ را القا می‌کنند؛ «جاهایی را می‌شناسم» با ساختار رو به اوج، بریک‌بیت‌ها و ضرب‌های درام کوچک سنکپ‌شده و درام‌های بیس، یادآور درام اند بیس، ترپ و رگی است. در ترانه «این عشق» که بالاد اتمسفریک و آهسته‌گامی است و در آن از سازهای کوبه‌ای شدیداً برنامه‌نویسی‌شده موجود در دیگر قطعات خبری نیست، و همچنین ترانه «پاک» که قطعه‌ای مینیمال شامل سازهای کوبه‌ای پراکنده و کیبوردهای برنامه‌نویسی‌شده است، عناصر سافت راک دیده می‌شود.
آواز سوئیفت در آلبوم ۱۹۸۹، که بیشتر در محدوده آلتوی خود خوانده شده، با پردازش الکترونیکی شکل گرفته است؛ تکنیکی که او برای نخستین بار در تک‌آهنگ‌های پاپ آلبوم سرخ به کار برد. صدای او با استفاده از ضبط مولتی‌ترک، دستکاری سینث‌سایزر و لوپینگ دستخوش تغییر شده و با سازهای الکترونیکی آمیخته شده تا بافت یک‌دستی ایجاد کند، به‌ویژه در قطعات «به نیویورک خوش آمدید»، «بیرون از جنگل‌ها» و «کینه». جیمز ای. پرون، موسیقی‌شناس، نوشته که این پردازش صوتی هم یادآور صداهای پاپ دهه ۱۹۸۰ است و هم به همان مقدار جلوه‌های اتوتیون قرن بیست و یکم را تداعی می‌کند، و تجربه‌ای شنیداری را به وجود می‌آورد که هم رترو است و هم امروزی. به نظر ویلسون و ان پاورز در ان‌پی‌آر، این ارائه صناعی با صداهای طبیعی موسیقی کانتری تضاد چشمگیری دارد، اما به سوئیفت اجازه می‌دهد تا با استفاده از رنگ صدای متنوع و بیان متفاوت، احساسات خود را عمیق‌تر به گوش شنونده برساند.

### اشعار و مضامین
در گذشته، بیشتر دربارهٔ دل‌شکستگی یا دردی می‌نوشتم که کسی دیگه بهم تحمیل کرده بود و من حسش می‌کردم. در این آلبوم، دارم دربارهٔ  [...] مرور یه رابطه قدیمی می‌نویسم و یه حس غرور دارم، حتی اگه اون رابطه به سرانجام نرسیده باشه؛ دربارهٔ به یاد آوردن چیزی که تموم شده ولی هنوز بهم حس خوبی می‌ده، عاشق یه شهر شدن، عاشق یه حس شدن به جای یه نفر. و فکر می‌کنم تو این نگاه جدیدم به رابطه‌ها، یه جور واقع‌بینی هست که نسبت به چیزی که قبلاً در موردشون فکر می‌کردم، یه کم بیشتر سرنوشت‌گرایی داره.

سوئیفت دربارهٔ ۱۹۸۹، ان‌پی‌آر
۱۹۸۹ عمدتاً بر موضوع عشق ازدست‌رفته تمرکز دارد، مضمونی که پیش‌تر در آثار سوئیفت نیز دیده شده بود، اما این بار با نگرشی متفاوت به تصویر کشیده شده است. در حالی که آلبوم‌های پیشین او راویان را در نقش قربانیان عشق‌هایی ناکام با رویکردی تلخ و خصمانه به نمایش می‌گذاشتند، ۱۹۸۹ روابط ناکام را از منظری سرشار از حسرت و نوستالژی مورد کاوش قرار می‌دهد. سوئیفت، با الهام از سرخوردگی خود از ایده‌آل عشق ابدی، به «وضعیت مبهم» شرایط زندگی واقعی پی برد و دریافت که می‌توان حتی در برابر یک رابطه ناکام نیز احساس رضایت و آرامش داشت. به گفته سوئیفت، ترانه‌های ۱۹۸۹ در مجموع یک خط داستانی را شکل می‌دهند؛ یادداشت‌های کوتاه روی جلد آلبوم حاوی سیزده «پیام مخفی» تک‌جمله‌ای برای ترانه‌هاست که به‌صورت جمعی، داستان یک عشق گذشته را روایت می‌کنند؛ عشقی که راوی را از مرحله دل‌شکستگی به سوی بهبودی و خودآگاهی هدایت می‌کند. مالی لمبرت در نقدش برای گرنتلند، اظهار داشت که روایت محوری این آلبوم حول یک پیوند جنسی و صمیمی نیرومند اما شکننده می‌گردد، با مرزهایی مبهم و نامشخص میان عشق و شهوت.
با گسترش سنت ترانه‌سرایی خودزندگی‌نامه‌ای سوئیفت، متن ترانه‌های ۱۹۸۹ تحت تأثیر زندگی شخصی او قرار گرفته و به آن ارجاعاتی دارد. این اشعار به پشیمانی‌های عاطفی ناشی از تصمیم‌های اشتباه و دردهای جبران‌ناپذیر می‌پردازند، اما راوی سوئیفت همچنان قدرتمند و امیدوار باقی می‌ماند و باور دارد که اوضاع به نفع او پیش خواهد رفت. چندین منتقد اظهار داشتند که این ترانه‌ها نشان‌دهنده دیدگاه سرخورده او نسبت به عشق پس از دل‌شکستگی‌های دراماتیک موجود در آلبوم‌های قبلی است، و خود سوئیفت نیز گفته که در این دوره واقع‌بین‌تر شده است. موضوعات جنسی و صمیمیت، که در آلبوم سرخ به‌صورت غیرمستقیم بررسی شده بودند، در اینجا، به‌ویژه در ترانه‌های «استایل» و «مهیج‌ترین رؤیاها»، به شکلی صریحانه‌تر به تصویر کشیده شده‌اند. ترانه‌های «فضای خالی»، «استایل»، «بندازش بره» و «تنها کاری که باید می‌کردی ماندن بود» خودباوری و خودآگاهی را به نمایش می‌گذارند، در حالی که «کاش می‌ماندی» و «چگونه دختر را به دست می‌آوری» چشم‌اندازی رمانتیک و خیال‌پردازانه از یک عشق پایدار را نشان می‌دهند. به نظر لمبرت، ۱۹۸۹ تحولی را در شخصیت سوئیفت به تصویر می‌کشد؛ تحولی که «میان آرمان‌گرایی افسانه‌وار او از عشق و بدبینی تازه به‌دست‌آمده‌اش» قرار دارد.
هرچند اشعار سوئیفت هنوز حال‌وهوای داستان‌گویی که ریشه در پیشینهٔ موسیقی کانتری او دارد را حفظ کرده‌اند، اما به‌وضوح تحت تأثیر سبک ترانه‌سرایی پاپ قرار گرفته‌اند: جزئیات کمتری دارند، گنگ‌تر و مبهم‌ترند و عنوان قطعات را بیشتر تکرار می‌کنند تا هوک به‌یادماندنی و گیرا خلق کند. پرون معتقد است که اشعار کمتر به زندگی شخصی سوئیفت وابسته‌اند و بیشتر جنبه استعاری دارند، به‌طوری که می‌توان آن‌ها را به شکل‌های مختلفی تفسیر کرد. نیت اسلون، موسیقی‌شناس، می‌گوید که ۱۹۸۹ از الگوی «تغییر زمان» که در آثار قبلی سوئیفت دیده می‌شد، دست کشیده است. در ترانه‌های کانتری او، بند برگردان‌ها مراحل مختلف یک داستان را شرح می‌دادند و بخش پایانی نتیجه را روشن می‌کرد، اما در ترانه‌های ۱۹۸۹، بخش‌های بند برگردان همیشه یک عبارت ثابت را تکرار می‌کنند و ساختاری را به کار برده که انگار زمان در آن متوقف شده؛ این ساختار، احساسی قوی را نشان می‌دهد که در لحظه حال گیر کرده و نه پیش می‌رود و نه به پایان می‌رسد.

### ترانه‌ها
«به نیویورک خوش آمدید» روایتی از پشت سر گذاشتن اندوه‌های گذشته برای از نو سرپا کردن خود است، در حالی که فرد از زرق‌وبرق و هیجان زندگی شهری و صداهای شهر نیویورک لذت می‌برد؛ این اثر به سبک سینث-پاپ تولید شده و از سینث‌سایزرهای تپینده و ماشین‌های درام برنامه‌ریزی‌شده بهره می‌گیرد که ریتم‌هایی شبیه به دست‌زدن خلق می‌کند. در «فضای خالی»، سوئیفت با طنزی ظریف به وجهه عمومی خود می‌پردازد؛ زنی که روابط عاشقانه متعددی را تجربه کرده، اما هیچ‌یک را نتوانسته پایدار نگه دارد: راوی این ترانه، زنی فریبنده اما از نظر احساسی ناپایدار است که روابط عاشقانه‌اش به ناکامی می‌انجامد. این ترانه با صدایی مینیمال در سبک الکتروپاپ، شامل اجرای صحبت‌گونهٔ سوئیفت در بخش‌های اصلی و استفاده از دامنه بالای صدای او در قسمت‌های تکرارشونده است. «استایل» به رابطه‌ای متناوب و ناپایدار اشاره دارد که راوی از ترک آن ناتوان است، زیرا او و معشوقش «هرگز از مد نمی‌افتند»، مشابه عناصر جاودانهٔ دنیای مد. این اثر بر پایهٔ ریف گیتار الکتریک شکل گرفته و آمیزه‌ای از تأثیرات از سبک‌های دهه ۱۹۸۰ و معاصر، از جمله سینث-پاپ، موج نو و اوت‌ران را به نمایش می‌گذارد.
«بیرون از جنگل‌ها» شرح‌حال رابطه‌ای شکننده است که اضطراب فراوانی را به همراه دارد؛ بخش پل (بریج) این اثر، حادثه‌ای با برف‌رو را به‌عنوان استعاره‌ای بر پایان یافتن آن رابطه به تصویر می‌کشد: دوست‌پسر پیشین ناگهان ترمز می‌کند، خود را مجروح می‌سازد و در نهایت به بیمارستان منتقل می‌شود و نیازمند بیست بخیه می‌گردد. تولید این ترانه با درام‌های بلند و طنین‌انداز، آواهای چندلایه و سینث‌سایزرهای موج‌گونه هدایت می‌شود که تا پایان به اوج خود می‌رسند. در «تنها کاری که باید می‌کردی ماندن بود»، که از رؤیای سوئیفت الهام گرفته شده است — رویایی که در آن چندین بار به دوست‌پسر پیشین خود فریاد می‌زند «بمان» — راوی مصمم است از رابطهٔ گذشته گذر کند، هرچند دوست‌پسر سابقش خواستار بازگشت است، اما راوی به احساسات خویش از درد، اندوه و اشتیاق اذعان می‌کند. هوک آواز این اثر با تکرار واژهٔ «بمان» همراه است که سوئیفت آن را با صدایی زیر اجرا می‌کند. «بندازش بره» دربارهٔ بی‌اعتنایی سوئیفت به منتقدان و اظهارات منفی آنان است، و ضرب‌آهنگ آن با صداهای کوبنده‌ای که مارتین و شلبک از طریق کوبیدن پاهایشان بر کف چوبی پدید آورده‌اند، پیش می‌رود.
«کاش می‌ماندی» روایتی است از دلتنگی راوی سوئیفت برای دوست‌پسر پیشین خود، با این آرزو که او بداند هرگز از خاطرش محو نخواهد شد. این اثر با یک ریف گیتار الکتریک همراه است و در بخش‌های تکرارشوندهٔ خود از سینث‌سایزرهای پرانرژی، درام‌های کوچک و آواهای چندلایه بهره می‌برد. «کینه» با اشعاری دربارهٔ فروپاشی یک رفاقت، از احساس خیانت ناشی از رفتار موسیقی‌دان زن دیگر نسبت به سوئیفت الهام گرفته شده است تولید این ترانه با تأثیرپذیری از سبک هیپ-هاپ، شامل ریتم‌هایی شبیه به تشویق‌های هلهله‌چی و درام‌های پرطنین است. «مهیج‌ترین رؤیاها» ارتباط عاشقانه و جنسی عمیقی را به تصویر می‌کشد که راوی سوئیفت می‌داند سرانجام پایان خواهد یافت؛ او از معشوق خود می‌خواهد که تا زمانی که این رابطه پابرجاست، او و خاطرات خوششان را به یاد داشته باشد. این قطعه با تولید سینث-پاپ اتمسفریک، دارای ریتمی شبیه به ضربان قلب، سینث‌سایزرهای سنگین و مداوم و سازهای زهی است. سوئیفت «چگونه دختر را به دست می‌آوری» را «راهنمایی» برای مردانی توصیف کرده که در پی احیای روابط گسسته‌اند؛ در ترانه راوی به دوست‌پسر سابق خود می‌آموزد چگونه قلبش را دوباره تسخیر کند، همراه با نواختن گیتار آکوستیک و ریتم‌های بیت‌باکسینگ.
«این عشق» بالادی اندوهگین و تأمل‌برانگیز است که ابتدا به‌صورت شعر در دفترچهٔ خاطرات سوئیفت نوشته شد، و دربارهٔ رها کردن رابطه‌ای است که دیگر برای او سودمند نبود، با این آگاهی که زمان مناسب برای آن فرا نرسیده بود؛ این ترانه از تصویرپردازی اقیانوس برای توصیف عشقی استفاده می‌کند که مانند امواج می‌آید و می‌رود، و آواهای چندلایهٔ او فضایی گیرا خلق می‌کنند. در «مکان‌هایی که می‌شناسم»، که با پیانوی پراکنده، آواهای لکنت‌گونه و ضرب‌آهنگ‌های درام اند بیس همراه است، راوی قسم می‌خورد که از عشقی شکننده محافظت کند و خود و شریکش را به حیواناتی تشبیه می‌کند که شکارچیان در پی آن‌ها هستند. سوئیفت پس از دو هفته اقامت در لندن و درک این‌که دیگر دلتنگ دوست‌پسر سابقی که در آن‌جا زندگی می‌کرد نیست، الهام گرفت تا قطعهٔ پایانی نسخهٔ استاندارد آلبوم، یعنی «پاک»، را بنویسد. این ترانه با موسیقی ساده و مینیمالیستی، مسیر راوی را به‌سوی بهبودی پس از دل‌شکستگی روایت می‌کند: او عبور از یک رابطهٔ شکست‌خورده را به اعتیادی تشبیه می‌کند که او را در دردی عمیق فرو می‌برد، تا جایی که التیام یافتن بی‌معنا به نظر می‌رسد، و پس از طوفان سیل‌آسای ویرانگر اما تحول‌آفرین، راوی سرانجام «پاک» می‌شود.
سه ترانهٔ اضافی نسخهٔ لوکس ۱۹۸۹ دارای مضامین متنوعی هستند. «سرزمین عجایب» به کتاب فانتزی لوئیس کارول، ماجراهای آلیس در سرزمین عجایب (۱۸۶۵)، ارجاع می‌دهد تا رابطه‌ای عاشقانهٔ خطرناک، پرشور و فریبنده را توصیف کند که راوی را به سوی «افتادن در لانهٔ خرگوش» می‌کشاند. در حالی که این زوج رؤیای ماندن همیشگی در «سرزمین عجایب» خود را در سر می‌پرورانند، پایان این رابطه با کنجکاوی آن‌ها و نگاه‌های موشکافانهٔ دیگران پیش‌بینی می‌شود. سازبندی تهاجمی بیس درام در «سرزمین عجایب» حال‌وهوای هیپ-هاپ و آلترناتیو راک را تداعی می‌کند. بالاد «تو عاشقی»، که از رابطهٔ جک آنتونوف و لینا دانم الهام گرفته شده، فراز و نشیب‌های یک رابطهٔ پایدار را از طریق فعالیت‌های روزمره و ساده بر بستری از ساختار الکتروپاپ ملایم روایت می‌کند.
در «رمانتیک‌های جدید» که عنوان آن به جنبش فرهنگی رمانتیک جدید در دهه‌های ۱۹۷۰ و ۱۹۸۰ اشاره دارد، راوی سوئیفت قلب شکسته‌اش را بازپس می‌گیرد و دردی که متحمل شده است را با صدای سرخوشانه از سبک‌های موج نو، سینث-پاپ و ایندی الکترونیک جشن می‌گیرد.

## طرح روی جلد و بسته‌بندی
سوئیفت مدیر نوآوری بسته‌بندی ۱۹۸۹ بود و در آن از عکس‌هایی استفاده شده که با دوربین فیلم فوری پولاروید گرفته شده‌اند؛ روشی که در دهه ۱۹۸۰ طرفداران زیادی داشت. تیم دونفرهٔ عکاسی لووفیلد (Lowfield) بیش از ۴۰۰ عکس پولاروید تهیه کردند و با ترکیب دیجیتالی آن‌ها، حال‌وهوای آلبوم‌های عکس قدیمی را بازگو کردند. جلد آلبوم پرتره‌ای از چهره سوئیفت است که در زیر چشم‌ها بریده شده است؛ او این انتخاب را برای خلق فضایی مرموز انجام داد تا «دی‌ان‌ای احساسی آلبوم» را مخفی نگه دارد، چون نمی‌خواست مخاطب در نگاه اول بفهمد که ۱۹۸۹ آلبومی شاد است یا دربارهٔ جدایی. او با رژ لب قرمز و سویشرتی یاسی‌رنگ که طرح مرغ‌های دریایی در حال پرواز روی آن گلدوزی شده روی جلد حضور دارد. حروف اول نام او با ماژیک سیاه در گوشه پایین چپ و عنوان ۱۹۸۹ در گوشه پایین راست نوشته شده است. مجله بیلبورد در سال ۲۰۲۳ این جلد را در رتبه ۵۰ فهرست «۱۰۰ جلد آلبومی برتر تاریخ» قرار داد و آن را یکی از قابل شناسایی‌ترین آثار سوئیفت نامید.
هر نسخه سی‌دی ۱۹۸۹ شامل یک بسته عکس است که از میان پنج مجموعه مختلف انتخاب می‌شود؛ هر بسته ۱۳ عکس پولاروید تصادفی از مجموعه‌ای ۶۵ تایی دارد. این عکس‌ها سوئیفت را در صحنه‌هایی مثل خیابان‌های نیویورک یا جلسات ضبط با تهیه‌کنندگان نشان می‌دهند. تصاویر ناواضح و خارج از کادرند، ته‌رنگ سپیا دارد و متن ترانه‌های ۱۹۸۹ با ماژیک سیاه در پایین آن‌ها نوشته شده است. به عقیدهٔ پرون، این بسته عکس‌ها مثل هدیه‌ای شخصی از سوئیفت به خریداران آلبوم است. اسکات هاردی، مدیرعامل پولاروید، گفت که ۱۹۸۹ دوربین فیلم فوری را دوباره زنده کرد، به‌خصوص بین افراد خرده‌فرهنگ هیپستر که شیفته «نوستالژی و حس رتروی» این برند بودند.

## انتشار

### بازاریابی
سوئیفت ۱۹۸۹ را اولین آلبوم «پاپ رسمی» خود معرفی کرد و همراه با شرکت ناشر خود، بیگ مشین، کمپین تبلیغاتی گسترده‌ای را از طریق امضای محصولات، حضور در رسانه‌ها و تعامل با طرفداران به اجرا درآورد. او در ۱۸ اوت ۲۰۱۴ از طریق پخش زنده یاهو! که تحت حمایت ای‌بی‌سی نیوز برگزار شده بود، ۱۹۸۹ را معرفی کرد. سوئیفت مرتباً در شبکه‌های اجتماعی پست‌هایی منتشر می‌کرد تا با طرفدارانش ارتباط برقرار کند؛ او بر اساس کنش متقابل طرفداران با پست‌هایش، فعال‌ترین آن‌ها را انتخاب و به جلسات مخفیانه شنیدن آلبوم دعوت کرد که پیش از انتشار رسمی برگزار می‌شدند. این جلسات شنیداری با حضور روزنامه‌نگاران و منتقدانی که خود سوئیفت انتخاب کرده بود، در املاک او در لس‌آنجلس، نیویورک، نشویل، رود آیلند و لندن طی ماه‌های سپتامبر تا اکتبر ۲۰۱۴ برگزار شد.
سوئیفت برای تبلیغ ۱۹۸۹ در بسیاری از پلتفرم‌های پخش تلویزیونی حضور یافت: برنامه‌های گفت‌وگوی تلویزیونی (مانند جیمی کیمل لایو!، شوی الن دی‌جنرس، برنامه آخر وقت با دیوید لترمن، صبح بخیر آمریکا، و د تاک)، مراسم اهدای جوایز (جوایز موسیقی ویدئوی ام‌تی‌وی ۲۰۱۴) و رادیو (ان‌پی‌آر، آمریکن تاپ ۴۰ و تاون هال سیریوس اکس‌ام). همکاری‌های او با برندها شامل مشارکت با ساب‌وی، کدز و دایت کوک می‌شد. بیگ مشین تک‌آهنگ «بندازش بره» را در ۱۸ اوت ۲۰۱۴ به‌عنوان تک‌آهنگ آغازین ۱۹۸۹ در رادیو پرطرفدار معاصر آمریکا منتشر کرد و «بیرون از جنگل‌ها» و «به نیویورک خوش آمدید» را به ترتیب در ۱۵ و ۲۱ اکتبر به‌صورت تک‌آهنگ‌های تبلیغاتی برای دانلود در آی‌تیونز استور عرضه کرد. «بندازش بره» به رتبه اول جدول بیلبورد هات ۱۰۰ رسید و رکورد بالاترین ورودی در جدول‌های ترانه‌های پاپ و ترانه‌های پاپ بزرگسالان را ثبت کرد.

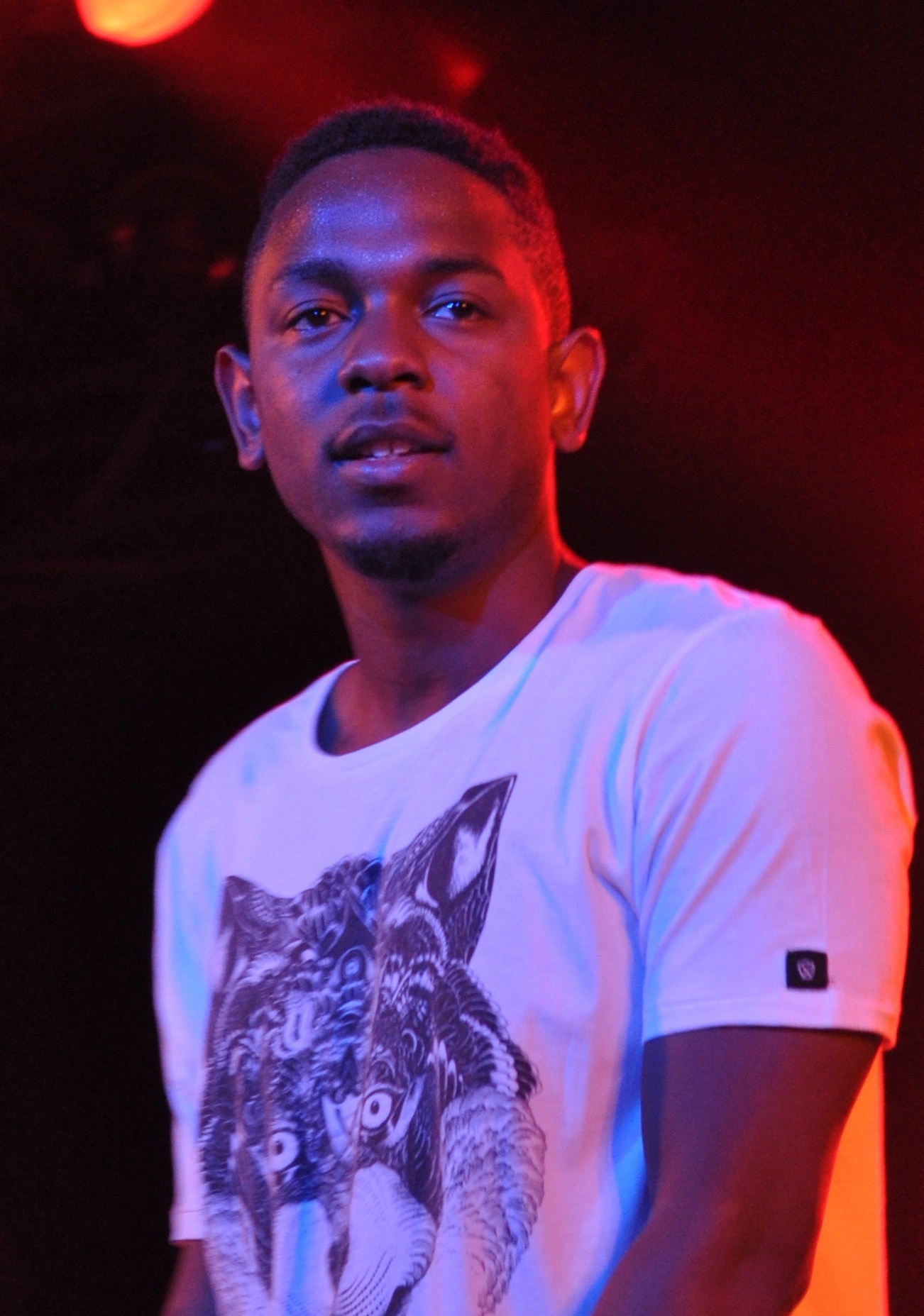
کندریک لمار در نسخهٔ ریمیکس تک‌آهنگ «کینه» حضور یافت.

طی سال‌های ۲۰۱۴ تا ۲۰۱۵، ۱۹۸۹ با چهار تک‌آهنگ دیگر پشتیبانی شد که دو تای آنها، «فضای خالی» و «کینه»، به جایگاه اول بیلبورد هات ۱۰۰ رسیدند و دو تک‌آهنگ دیگر، «استایل» و «مهیج‌ترین رؤیاها»، در میان ۱۰ رتبه برتر جدول قرار گرفتند. انتشار تک‌آهنگ «کینه» با ریمیکسی همراه با حضور کندریک لمار حمایت شد. «بیرون از جنگل‌ها» و «رمانتیک‌های جدید» در سال ۲۰۱۶ به‌عنوان دو تک‌آهنگ نهایی منتشر شدند. همه تک‌آهنگ‌ها با موزیک‌ویدئوهایی همراه بودند که شخصیت و سبک جدید سوئیفت را به نمایش می‌گذاشتند: در حالی که ویدئوهای تک‌آهنگ‌های کانتری روایت‌های خطی یکپارچه و مد روزمره‌ای داشتند، ویدئوهای تک‌آهنگ‌های ۱۹۸۹ داستان‌هایی تکه‌تکه و میزانسن پرجزئیاتی داشتند که محیط‌هایی فانتزی‌مانند، تولیدات سینمایی هالیوود و سبک زندگی تجملی را تداعی می‌کردند.
دربارهٔ تأثیرات بازاریابی آلبوم ۱۹۸۹ نظرات مختلفی مطرح شده است. کیت نینبی، پژوهشگر فرهنگ عامه، معتقد است که موزیک‌ویدئوهای این آلبوم شخصیت «پاپ» و «خاص» سوئیفت را شکل دادند که با تصویر ساده، صمیمی و روزمره‌ای که در ویدئوهای کانتری او دیده می‌شد، تفاوت داشت. مارین ویلکنسون، پژوهشگر مطالعات رسانه‌ای، شخصیت سوئیفت در این دوره را «عجیب و غریب» توصیف می‌کند و می‌گوید او آگاهانه نشان داد که این شخصیت «پاپ» نتیجه تلاش و پشتکار است؛ به این ترتیب، به مخاطبانش یادآوری کرد که زیر این ظاهر جدید، هنوز همان اصالت دوران کانتری‌اش را حفظ کرده است. ویلکنسون معتقد است که این شخصیت «عجیب و غریب» به سوئیفت کمک کرد تا هم از موسیقی کانتری فاصله بگیرد و به سمت پاپ برود و هم طرفداران قدیمی‌اش را نگه دارد. از سوی دیگر، رندی لوئیس از لس آنجلس تایمز فکر می‌کند که سوئیفت این ارتباط را با استفاده از شبکه‌های اجتماعی و جلسات خصوصی با طرفدارانش، که به «جلسات مخفیانه» معروف بود، حفظ و تقویت کرد.

### توزیع و استریم
بیگ مشین رکوردز ۱۹۸۹ را در ۲۷ اکتبر ۲۰۱۴ منتشر کرد؛ نسخه دیجیتالی این آلبوم با تخفیف از طریق همکاری با مایکروسافت در دسترس قرار گرفت. نسخه لوکس آلبوم هم به‌صورت سی‌دی و به‌طور انحصاری از طریق فروشگاه‌های تارگت در آمریکا عرضه شد. این نسخه شامل سه یادداشت صوتی بود که سوئیفت با تلفن همراهش ضبط کرده بود و در آن‌ها دربارهٔ روند ترانه‌سرایی و دموهای ناتمام سه ترانه «جاهایی را می‌شناسم» (پیانو و آواز)، «کاش می‌ماندی» (آهنگ و آواز) و «فضای خالی» (گیتار و آواز) صحبت می‌کرد. به نظر پرون، این یادداشت‌های صوتی با دادن نگاهی از درون به فرایند خلاقانه سوئیفت، به ۱۹۸۹ حس شخصی بخشیدند. مایلز مک‌نات، پژوهشگر حوزه ارتباطات و هنر، معتقد است که سوئیفت با این یادداشت‌ها حق نویسندگی خود بر ۱۹۸۹ را نشان داد و به نوعی «سلسله‌مراتب جنسیتی» رایج در موسیقی پاپ که معمولاً ترانه‌سراها و تهیه‌کنندگان مرد غالب بودند را به چالش کشید. با این حال، مک‌نات می‌گوید این رویکرد سوئیفت بیشتر تبلیغاتی بود تا کنش‌گرایانه و به همین دلیل تأثیر گسترده‌ای بر صنعت موسیقی نداشت.
در ۳ نوامبر ۲۰۱۴، بیگ مشین مجموعه آثار سوئیفت را از اسپاتیفای که در آن زمان بزرگ‌ترین سرویس استریم موسیقی بود، حذف کرد. سوئیفت معتقد بود سرویس رایگان و تبلیغ‌محور اسپاتیفای به سرویس پریمیوم که حق‌الزحمه بیشتری به ترانه‌سراها و هنرمندان می‌داد، ضربه می‌زند. او پیش‌تر در ژوئیه ۲۰۱۴ در مقاله‌ای برای وال استریت ژورنال نگرانی‌اش را دربارهٔ کاهش ارزش اقتصادی آلبوم‌ها در پی رواج استریم رایگان مطرح کرده بود و در مصاحبه‌ای با تایم در نوامبر همان سال دوباره بر این موضع تأکید کرد. بیگ مشین تصمیم گرفت ۱۹۸۹ را فقط در پلتفرم‌های پولی مثل رپسودی و بیتز میوزیک نگه دارد. این تصمیم بحث گسترده‌ای در صنعت موسیقی دربارهٔ تأثیر استریم بر کاهش فروش آلبوم‌ها در عصر دیجیتال به راه انداخت و حتی دنیل اک، مدیرعامل اسپاتیفای، در پاسخ از مدل پرداخت حق‌الزحمه این پلتفرم دفاع کرد.
ترانه‌های اضافی نسخه لوکس در فوریه ۲۰۱۵ در آی‌تیونز استور منتشر شدند. سوئیفت در ۲۱ ژوئن ۲۰۱۵ با انتشار نامه سرگشاده‌ای در تامبلر اعلام کرد که ۱۹۸۹ در اپل موزیک در دسترس نخواهد بود و از سیاست این سرویس برای نپرداختن حق‌الزحمه به هنرمندان در دوره آزمایشی رایگان سه‌ماهه انتقاد کرد. روز بعد، ادی کیو، رئیس اپل موزیک، در پاسخی مستقیم به نامه سوئیفت اعلام کرد که تصمیم اولیه را تغییر داده‌اند و در دوره آزمایشی هم به هنرمندان حق‌الزحمه پرداخت می‌کنند. در نهایت، سوئیفت پذیرفت که ۱۹۸۹ را از ۳۰ ژوئن در اپل موزیک عرضه کند و بعداً در تبلیغات این سرویس هم ظاهر شد. در ژوئن ۲۰۱۷، بیگ مشین مجموعه آثار سوئیفت را به اسپاتیفای و سایر سرویس‌های پخش جریانی بزرگ بازگرداند؛ این تصمیم به مناسبت اعلان ثبت فروش ۱۰۰ میلیون نسخه ترانه گواهی‌دار از سوی انجمن صنعت ضبط موسیقی ایالات متحده آمریکا (RIAA) گرفته شد.

### تور کنسرتی

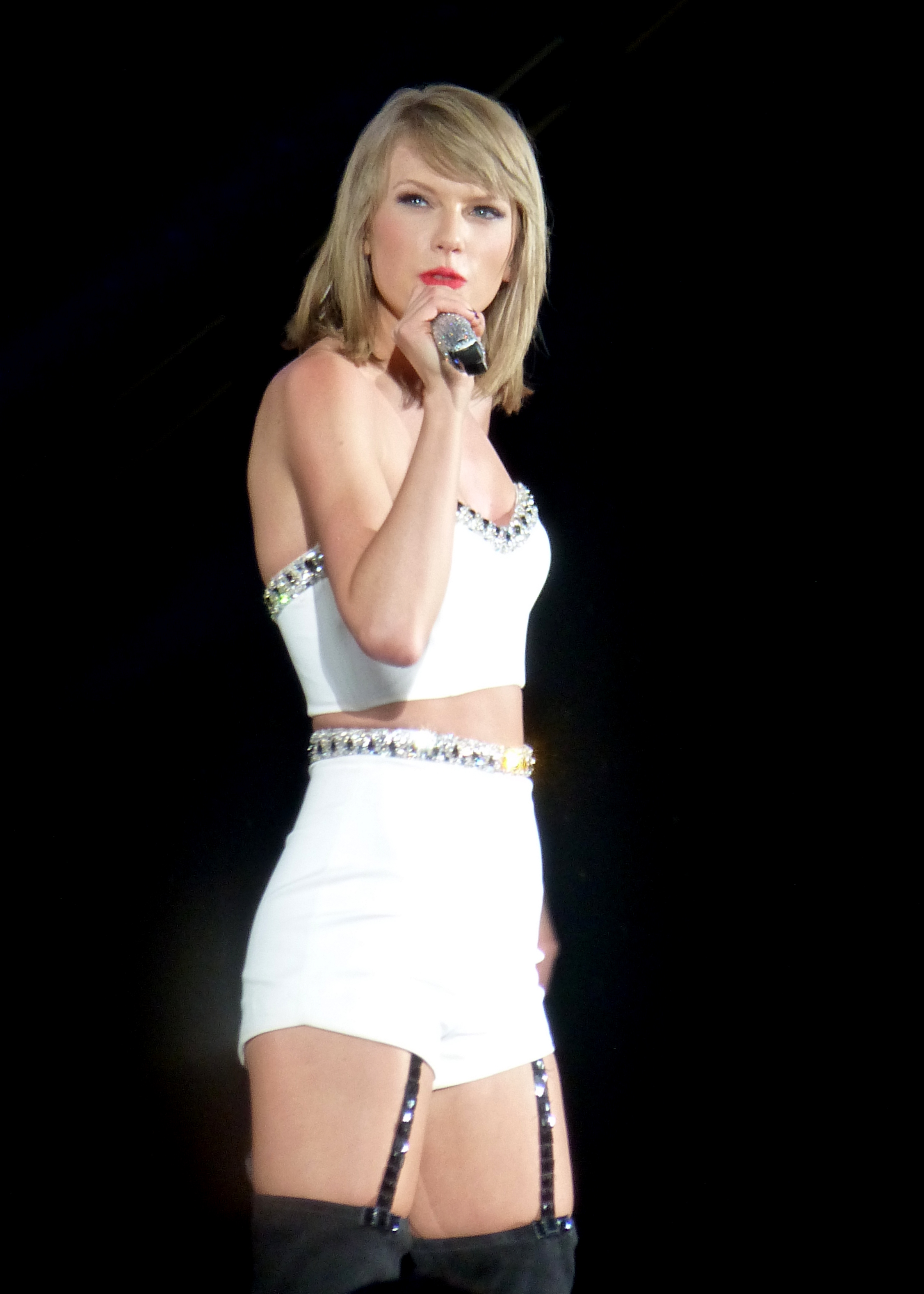
سوئیفت در تور جهانی ۱۹۸۹، پرفروش‌ترین تور سال ۲۰۱۵

سوئیفت در ۳ نوامبر ۲۰۱۴ از طریق حساب توییتر خود، تور جهانی ۱۹۸۹ را اعلام کرد. این تور با ۸۵ اجرا در ۵۳ شهر برگزار شد و از ۵ می در توکیو، ژاپن، آغاز شد و در ۱۲ دسامبر در سیدنی، استرالیا، به پایان رسید. تور جهانی ۱۹۸۹ پرفروش‌ترین تور سال ۲۰۱۵ بود و بیش از ۲۵۰ میلیون دلار در گیشه درآمد داشت. فقط در آمریکای شمالی، این تور ۱۸۱٫۵ میلیون دلار فروش کرد و رکورد پرفروش‌ترین تور آمریکا توسط یک زن را شکست؛ همچنین از رکورد پرفروش‌ترین تور آمریکا توسط هر هنرمندی که پیش‌تر در سال ۲۰۰۵ توسط رولینگ استونز ثبت شده بود، پیشی گرفت. مستند و فیلم کنسرتی تحت عنوان تور جهانی ۱۹۸۹ زنده در ۲۰ دسامبر ۲۰۱۵ به‌صورت انحصاری از طریق اپل میوزیک برای استریم در دسترس قرار گرفت.
در تاریخ‌های مختلف تور جهانی ۱۹۸۹، سوئیفت مهمانان ویژه‌ای را به روی صحنه دعوت کرد. برخلاف تور قبلی‌اش، تور سرخ، که بیشتر همکاران موسیقی‌دان را روی صحنه می‌آورد، مهمانان تور ۱۹۸۹ انتخاب‌هایی متنوع‌تر و غافلگیرکننده‌تر داشتند. در کل، ۷۸ مهمان ویژه بدون اعلام قبلی روی صحنه آمدند که شامل بازیگران، خوانندگان، مدل‌ها و ورزشکاران بودند. رسانه‌ها به گروه خاصی از زنان مشهور، که بیشترشان خواننده و مدل بودند، لقب «جوخه سوئیفت» دادند. کرستی فرکلاف، پژوهشگر حوزه هنر، می‌گوید دعوت از این چهره‌های سرشناس در تور ۱۹۸۹ راهی بود که سوئیفت قدرت ستاره بودنش را نشان دهد و همیشه در مرکز توجه رسانه‌ها بماند، ولی این کار باعث شد وجهه او به‌عنوان ستاره پاپ، خودمحور و غیراصیل به نظر بیاید. او دربارهٔ «جوخه» زنانه معتقد است که این جمع، نمادی از هویت فمینیستی جدید سوئیفت بود، اما چون اعضای آن افراد ثروتمند و به‌طور معمول جذاب بودند، حس هم‌ذات‌پنداری و سادگی‌ای که سوئیفت در شروع کارش به مخاطبانش داده بود، کم‌رنگ شد.

## عملکرد تجاری
در ایالات متحده، فروش آلبوم‌های موسیقی در دهه ۲۰۱۰ به دلیل رواج دانلود و استریم به شدت کاهش یافته بود، اما آلبوم‌های سوئیفت همچنان فروش خوبی داشتند. دو آلبوم آخر او پیش از ۱۹۸۹، یعنی حالا صحبت کن (۲۰۱۰) و سرخ (۲۰۱۲)، هر کدام در هفته نخست بیش از یک میلیون نسخه فروش داشتند. فروش ۱۹۸۹ سوژهٔ پیش‌بینی در نشریات صنعت موسیقی بود، به‌ویژه با توجه به اینکه سوئیفت از موسیقی کانتری — که نقش مهمی در موفقیت اولیه‌اش داشت — فاصله گرفته بود و همچنین به دلیل تأثیر سرویس‌های پخش جریانی (استریم) رایگان. در هفته منتهی به انتشار آلبوم، پیش‌بینی‌ها حاکی از آن بود که فروش آن کمتر از یک میلیون نسخه خواهد بود؛ تخمین‌ها از ۶۰۰٬۰۰۰–۷۵۰٬۰۰۰ نسخه تا ۸۰۰٬۰۰۰–۹۰۰٬۰۰۰ نسخه متغیر بود. اما پس از انتشار، بیلبورد فروش آن را دقیق‌تر رصد کرد و پیش‌بینی فروش هفته اول را ظرف ۲۴ ساعت از ۹۰۰٬۰۰۰ به یک میلیون، ظرف ۴۸ ساعت به ۱٫۲ میلیون و پس از شش روز به ۱٫۳ میلیون افزایش داد.
تا ۲ نوامبر ۲۰۱۴، ۱۹۸۹ با فروش ۱٫۲۸۷ میلیون نسخه در هفته نخست، در صدر جدول بیلبورد ۲۰۰ قرار گرفت (بر اساس داده‌های جدول ۱۵ نوامبر ۲۰۱۴). سوئیفت اولین هنرمندی شد که سه آلبومش هر کدام در هفته نخست بیش از یک میلیون نسخه فروختند و ۱۹۸۹ اولین آلبوم سال ۲۰۱۴ بود که به این رقم رسید. این آلبوم ۱۱ هفته را در صدر بیلبورد ۲۰۰ سپری کرد و یک سال کامل در میان ۱۰ آلبوم برتر حضور داشت. تا پایان سال ۲۰۱۹، با فروش ۶٫۲۱۵ میلیون نسخه، سومین آلبوم پرفروش دهه ۲۰۱۰ در آمریکا شد. انجمن صنعت ضبط آمریکا (RIAA) به آن ۹ بار گواهی پلاتین داشت که نشان‌دهنده فروش ۹ میلیون واحد معادل آلبوم است. تا مه ۲۰۲۵، ۱۹۸۹ در آمریکا به 14.6میلیون واحد معادل آلبوم رسیده بود.
۱۹۸۹ در کشورهای دیگر هم موفقیت چشمگیری داشت و در استرالیا (۱۱ بار پلاتین)، کانادا (۶ بار پلاتین)، مکزیک (۳ بار پلاتین به‌علاوه طلا)، نیوزیلند (۱۰ بار پلاتین)، نروژ (۳ بار پلاتین) و بریتانیا (۶ بار پلاتین) به صدر جدول رسید و گواهی چند پلاتینی گرفت. در سایر کشورها در قاره‌های آمریکا، اروپا و آسیا-اقیانوسیه، این آلبوم در اتریش، دانمارک، آلمان، ایتالیا، پرتغال، اسپانیا، سوئیس، ژاپن و برزیل در میان ۵ آلبوم برتر قرار گرفت. در فرانسه، آلمان، ایتالیا، ژاپن، پرتغال و سوئیس پلاتین، در برزیل دو بار الماس، در اتریش، دانمارک، لهستان و سنگاپور ۳ بار پلاتین و در بلژیک ۴ بار پلاتین گرفت. در چین، تا اوت ۲۰۱۹ بیش از یک میلیون نسخه فروش داشت و یکی از پرفروش‌ترین آلبوم‌های دیجیتال آن جا شد.
بر اساس گزارش فدراسیون بین‌المللی صنعت فونوگرافی، ۱۹۸۹ دومین آلبوم پرفروش سال ۲۰۱۴ و سومین آلبوم پرفروش سال ۲۰۱۵ بود. تا نوامبر ۲۰۲۲، این آلبوم با ۱۴ میلیون نسخه فروش، پرفروش‌ترین آلبوم سوئیفت در سطح جهان شد. پس از آغاز برگزاری تور دوره‌ها در مارس ۲۰۲۳ که اجراهای آن مروری بر کل آثار سوئیفت بود، فروش و استریم آثار او دوباره اوج گرفت. ۱۹۸۹ در این دوره به رتبه‌های جدیدی در جدول‌ها رسید: رتبه اول در یونان، رتبه چهارم در اتریش و رتبه هفدهم در سوئد. همچنین در جدول‌های جدیدی در آرژانتین (رتبه اول)، اروگوئه (رتبه هفتم) و ایسلند (رتبه بیست‌وپنجم) ظاهر شد.

## بازخورد نقادانه
| بررسی جمعی              | بررسی جمعی |
| منبع                    | رتبه‌بندی   |
| ----------------------- | ---------- |
| انی‌دیسنت‌میوزیک؟         | ۷٫۴/۱۰     |
| متاکریتیک               | ۷۶/۱۰۰     |
| بررسی انتقادی           |            |
| منبع                    | رتبه‌بندی   |
| آل‌میوزیک                | [ ۹۱ ]     |
| ای.وی. کلاب             | B+         |
| کیوپوینت (اکسپرت ویتنس) | A−         |
| دیلی تلگراف             | [ ۸۷ ]     |
| گاردین                  | [ ۴۴ ]     |
| لس آنجلس تایمز          | [ ۱۹۴ ]    |
| ان‌ام‌ئی                  | ۷/۱۰       |
| پیچفورک                 | ۷٫۷/۱۰     |
| رولینگ استون            | [ ۸۴ ]     |
| اسپین                   | ۷/۱۰       |

واکنش‌های اولیه به ۱۹۸۹ عموماً مثبت بودند، هرچند این نظر یکدست و همگانی نبود. بر اساس بررسی‌های نشریات جریان اصلی، وب‌سایت متاکریتیک با میانگین وزنی ۲۹ نقد، به ۱۹۸۹ امتیاز ۷۶ از ۱۰۰ داده است. همچنین وب‌سایت اِنی‌دیسنت‌میوزیک؟ بر اساس ۲۸ نقد، به این آلبوم امتیاز ۷٫۴ از ۱۰ اختصاص داده است.
نقدهای مثبت عموماً از ترانه‌سرایی سوئیفت تمجید کردند و بر اشعار چندوجهی او که کاوشی بر احساسات بی‌غم و تلخ‌وشیرین روابط عاشقانه شکست‌خورده بود تأکید داشتند؛ منتقدان مختلف این اشعار را پخته و بالغ توصیف کردند و معتقد بودند که دیگر اثری از سادگی و معصومیت موجود در ترانه‌های گذشتهٔ او دیده نمی‌شود. منتقدان احساس کردند که ۱۹۸۹ در مقایسه با آلبوم‌های قبلی سوئیفت حال‌وهوایی شادتر دارد، اما همچنان پیوند احساسی عمیق خود را حفظ کرده است. وریندا جاگودا از پیچفورک شخصیت سوئیفت در ۱۹۸۹ را خوداتکا و با مصمم‌تر دانست و اشاره کرد که او بیش از حد روی دردها و زخم‌های گذشته متمرکز نشده است. از سوی دیگر، راب شفیلد از رولینگ استون این آلبوم را «عمیقاً عجیب، سرشار از احساسات پرشور و بسیار مشتاقانه» توصیف کرد و گفت که سوئیفت در این آلبوم احساساتش را تا نهایت افراط و شدت کاوش کرده است.
منتقدان پذیرش سبک سینث‌پاپ دهه ۱۹۸۰ توسط سوئیفت را تجربه‌گرایانه دانستند، اما نظراتشان دربارهٔ نتیجه آن متفاوت بود. بسیاری از نقدها تولید موسیقی آلبوم را جذاب و گیرا توصیف کردند؛ رابرت کریستگاو معتقد بود که ملودی‌های جذاب و آواز ویرایش‌شدهٔ آلبوم باعث شده‌اند سوئیفت علی‌رغم قصدش برای کنار گذاشتن سبک قدیمی‌اش، همچنان «در خانه» و آشنا به نظر برسد. پاورز استدلال کرد که پردازش الکترونیکی صدای سوئیفت، سایه‌های جدیدی از بیان و احساس را به نمایش گذاشته و تجربه‌ای لذت‌بخش برای شنونده ایجاد کرده است. جان کارامانیکا از نیویورک تایمز و الکسیس پتریدیس از گاردین، ۱۹۸۹ را به‌عنوان ادای دینی وفادارانه به پاپ دهه ۱۹۸۰ که جایگاه سوئیفت را به‌عنوان موسیقی‌دانی جاودانه و پیشروتر از هم‌نسلانش بالا برده ستودند؛ پتریدیس این موفقیت را به چشم‌انداز هنری سوئیفت نسبت داد، با وجود همکاری با چندین همکار و تهیه‌کننده.
با این حال، برخی نقدها ابراز تأسف کردند که رویکرد موسیقی مبتنی بر سینث‌سایزر، اصالت ترانه‌سرایی سوئیفت را تضعیف کرده است، زیرا به نظرشان این سبک «سرمایه‌دارانه» با ارزش‌های به‌ظاهر اصیل موسیقی کانتری در تضاد بود. چند نقد به تولید شدید سینث‌سایزر اشاره کردند که جزئیات اشعار را کم‌رنگ کرده و گاهی حس عمومی و معمولی به آلبوم داده است. استیون هایدن در نقدش برای نشریهٔ گرنتلند بیان کرد که ۱۹۸۹ مهارت ترانه‌سرایی یکدستی را به نمایش می‌گذارد، اما چارچوب سینث-پاپ دهه ۱۹۸۰ تکراری به نظر می‌رسد و باعث شده سوئیفت صدای متمایز خود را از دست بدهد. استیون توماس ارلوین از آل‌میوزیک آلبوم را «موسیقی متن درخشان یک سبک زندگی بلندپروازانه» خلاصه کرد که به شدت تلاش می‌کند با سلیقه جریان اصلی هماهنگ شود. کیتی امپایر از آبزرور معتقد بود که ۱۹۸۹ نقاط قوت سوئیفت به‌عنوان ترانه‌سرا را به نمایش می‌گذارد، اما مانند تک‌آهنگ «می‌دونستم شر میشی» از آلبوم سرخ، «بی‌چون‌وچرا عالی» نیست.

## جایزه‌ها و رتبه‌بندی‌ها
در سال ۲۰۱۵، ۱۹۸۹ جایزه آلبوم پاپ/راک برگزیده را در جوایز موسیقی آمریکا دریافت کرد و در جوایز گلد دیسک ژاپن ژاپن به عنوان آلبوم سال (غربی) برگزیده شد. این آلبوم همچنین نامزد دریافت جایزه بهترین آلبوم بین‌المللی پاپ/راک در جایزه موسیقی اکو در آلمان، آلبوم بین‌المللی سال در جوایز جونو در کانادا، و بهترین آلبوم بین‌المللی در جوایز لوس پرمیوس ۴۰ پرینسیپالس در اسپانیا شد. در سال ۲۰۱۶، ۱۹۸۹ جایزه آلبوم سال را در جوایز موسیقی آی‌هارت‌رادیو از آن خود کرد. در پنجاه و هشتمین دوره جوایز سالانه گرمی در سال ۲۰۱۶، این آلبوم جوایز آلبوم سال و بهترین آلبوم آواز پاپ را به دست آورد. سوئیفت با این موفقیت به اولین هنرمند زن تک‌خوان تبدیل شد که دو بار جایزه آلبوم سال را دریافت کرد؛ اولین بارش برای آلبوم بی‌باک (۲۰۰۸) در سال ۲۰۱۰ بود.
بسیاری از نشریات ۱۹۸۹ را در میان بهترین آلبوم‌های سال ۲۰۱۴ قرار دادند. نشریاتی که این آلبوم را در فهرست ۱۰ آلبوم برتر خود جای دادند شامل بیلبورد (رتبه اول)، آمریکن سانگرایتر (چهارم)، تایم (چهارم)، دیلی تلگراف (پنجم)، د میوزیک (پنجم)، دراوند این ساوند (ششم)، کمپلکس (هشتم) و رولینگ استون (دهم) بودند. دیگر نشریاتی که ۱۹۸۹ را در فهرست‌های خود آوردند شامل گاردین، د اِی. وی. کلاب، پاپ‌مترز، پیچفورک و میوزیک‌اوام‌اچ بودند. این آلبوم در نظرسنجی گسترده منتقدان پز اند جاپ سال ۲۰۱۴ از سوی ویلج ویس در رتبه هفتم قرار گرفت و در فهرست‌های انفرادی منتقدان از جمله جان کارامانیکا از نیویورک تایمز (هفتم)، کن تاکر از ان‌پی‌آر (سوم) و برایان منسفیلد از یواس‌ای تودی (اول) نیز دیده شد.

## میراث

### تأثیر فرهنگی
۱۹۸۹ تصویر سوئیفت را از خوانندهٔ کانتری به نماد پاپ تغییر داد، موقعیتی که در دهه‌های ۲۰۱۰ و ۲۰۲۰ پایدار ماند. این آلبوم پس از رؤیای نوجوانی کیتی پری (۲۰۱۰)، دومین آلبومی بود که در دهه ۲۰۱۰ دست‌کم پنج تک‌آهنگ در جمع ۱۰ اثر برتر جدول بیلبورد هات ۱۰۰ داشت. با آلبوم‌های بی‌باک و ۱۹۸۹، سوئیفت پس از جنت جکسون به دومین زنی تبدیل شد که دو آلبومش هرکدام دست‌کم پنج تک‌آهنگ در جمع ۱۰ اثر برتر بیلبورد هات ۱۰۰ دارند. تک‌آهنگ‌های این آلبوم به مدت بیش از یک سال و نیم در بازه ۲۰۱۴ تا ۲۰۱۶ در پخش رادیویی ایالات متحده حضوری پررنگ داشتند، پدیده‌ای که بیلبورد آن را «حضور فراگیر فرهنگی» نادری برای یک آلبوم دهه ۲۰۱۰ توصیف کرد. محبوبیت گسترده ۱۹۸۹، به گفته شاون کالن، پژوهشگر حوزه علوم انسانی، سوئیفت را «در خط مقدم پاپ پساهزاره» قرار داد. سوئیفت در آلبوم‌های بعدی خود از جمله اعتبار (۲۰۱۷)، معشوق (۲۰۱۹) و نیمه‌شب‌ها (۲۰۲۲) به گسترش صدای پاپ مبتنی بر سینث‌سایزر ادامه داد. آنتونوف در این آلبوم‌ها با سوئیفت کار کرد و همچنین در همکاری با دیگر موسیقی‌دانان به موفقیت تجاری دست یافت؛ او سوئیفت را نخستین کسی دانست که استعدادش را به‌عنوان تهیه‌کننده تشخیص داد.

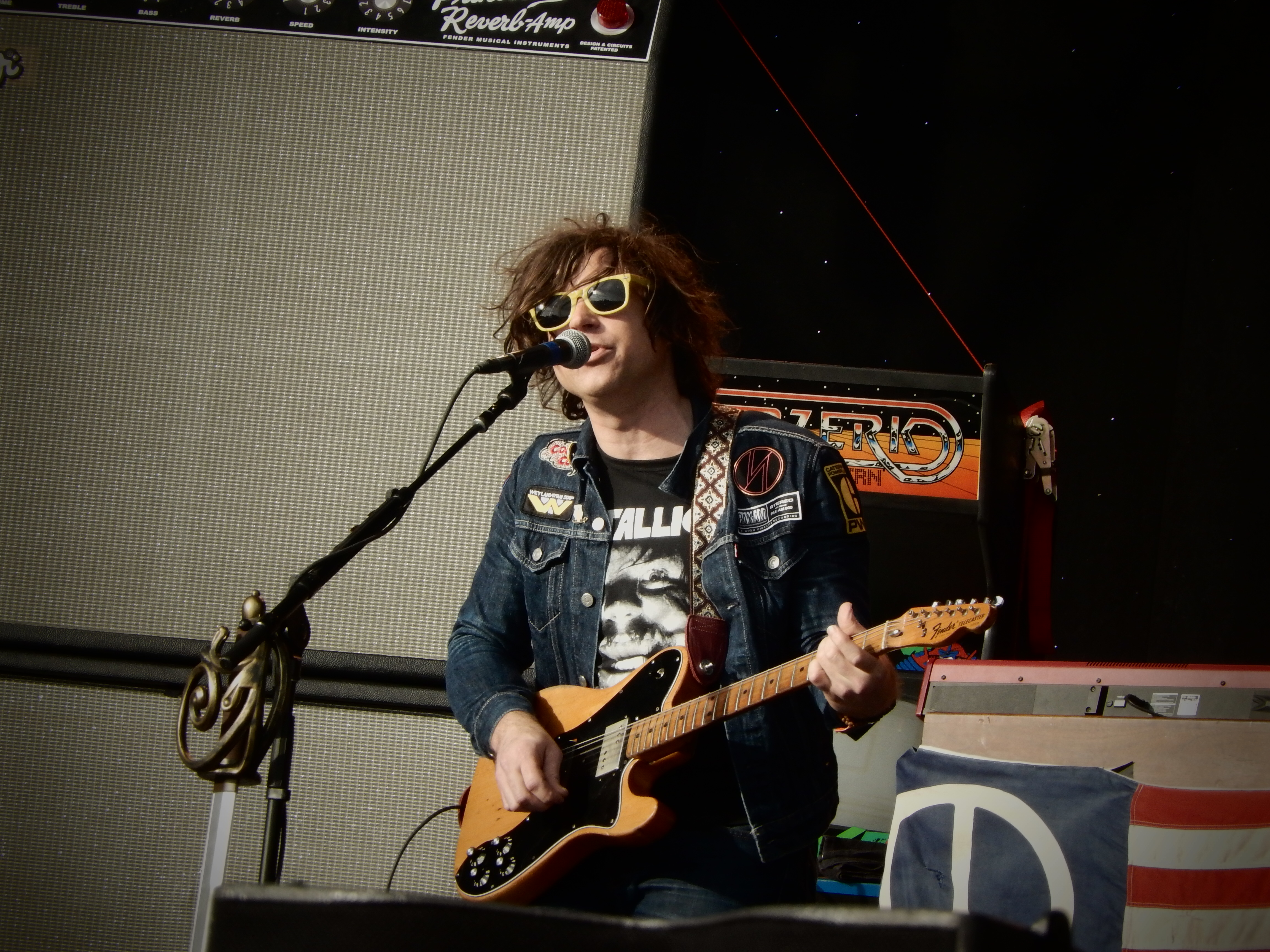
رایان آدامز (در تصویر) بازخوانی قطعه به قطعه ۱۹۸۹ را در سپتامبر ۲۰۱۵ منتشر کرد.

بسیاری از روزنامه‌نگاران ۱۹۸۹ را عاملی دانستند که دیگر هنرمندان را به آزمایش صداهای جدید، بدون محدودیت در چارچوب ژانر خاصی، ترغیب کرد. از جمله هنرمندانی که ۱۹۸۹ را به‌عنوان منبع الهام خود ذکر کردند، می‌توان به خواننده و ترانه‌سرا کنن گری، بازیگر و موسیقی‌دان جرد لتو، همچنین گروه پاپ ومپس اشاره کرد که تحت تأثیر ۱۹۸۹، آلبوم بیدار شو (۲۰۱۵) را خلق کردند. جنیفر کیتین رابینسون، بازیگر و کارگردان، ۱۹۸۹ را الهام‌بخش اولین تجربه کارگردانی فیلم بلند خود، یک شخص عالی (۲۰۱۹)، عنوان کرد. خواننده-ترانه‌سرا رایان آدامز در سپتامبر ۲۰۱۵ نسخه‌ای کامل از آلبوم ۱۹۸۹ را به‌صورت ترانه‌به‌ترانه بازخوانی و منتشر کرد. او این آلبوم را اثری «شادی‌بخش» توصیف کرد و گفت که در اواخر سال ۲۰۱۴، برای کنار آمدن با طلاقش از مندی مور، بارها به آن گوش داده است. آدامز در بازخوانی خود، تنظیم‌هایی آکوستیک با سازهای زهی و کوبه‌ای را به کار برد و سبک‌هایی از موسیقی آلترناتیو کانتری و ایندی راک را در آن گنجاند. سوئیفت از بازخوانی آدامز خرسند بود و تغییرات او در آلبوم را به بازیگرانی تشبیه کرد که با تغییر لحن و دیالوگ‌های خود، معنای جدیدی به آن می‌بخشند.
موفقیت سوئیفت با توجه شدید رسانه‌ها به تصویر عمومی‌اش همراه بود. در زمان تبلیغ ۱۹۸۹، او پس از سال‌ها دوری از این موضوع، خود را فمینیست معرفی کرد. حضور او در کنار گروه دوستانش، که به «جوخه» معروف بودند، و پوشش گسترده تور جهانی ۱۹۸۹ باعث شد که بیش‌ازحد در مرکز توجه رسانه‌ها قرار بگیرد. این موضوع باعث شد مردم از شخصیت عمومی او، که به نظر بیش‌ازحد طراحی‌شده و بلندپروازانه می‌آمد، بیزار شوند؛ این در حالی بود که او در دوران فعالیتش در موسیقی کانتری تصویری ساده و متواضع از خودش ساخته بود. در سال‌های ۲۰۱۵ و ۲۰۱۶، درگیری‌های آنلاین سوئیفت با هنرمندانی مثل نیکی میناژ و کانیه وست به تصویر با دقت انتخاب‌شده او، هویت فمینیستی‌اش و حس اصالتش لطمه زد. سوئیفت در سال ۲۰۱۶ اعلام کرد که برای مدتی طولانی از فعالیت فاصله می‌گیرد. آلبوم بعدی‌اش، اعتبار، تحت تأثیر جنجال‌های رسانه‌ای پیرامون شهرتش شکل گرفت.

### ارزیابی نقادانه مجدد
بعد از اینکه آدامز در سال ۲۰۱۵ نسخه بازخوانی آلبوم ۱۹۸۹ را منتشر کرد، نشریه پیچفورک به خاطر اینکه این نسخه را نقد کرد اما به آلبوم اصلی سوئیفت توجهی نکرد، از طرف چند نشریه دیگر مورد انتقاد قرار گرفت. بسیاری از نقدها آدامز را تحسین کردند که توانسته ۱۹۸۹ سوئیفت را، که به نظر برخی سطحی یا پیش‌پاافتاده بود، به اثری جدی‌تر و اصیل‌تر تبدیل کند. آلیسون استون، فیلسوف، معتقد بود که واکنش منتقدان به دلیل دو چیز بود: یکی توجه بیش‌ازحد به موسیقی راک (راک‌گرایی) و دیگری نگاه جنسیتی. به نظر استون، منتقدان موسیقی فکر می‌کردند پاپ سوئیفت به‌خاطر سبک «زنانه» اش «سطحی و کم‌اهمیت» است و آن را در مقایسه با سبک ایندی-راک آدامز، که به نظرشان پر از اصالت و معنا بود، کم‌ارزش می‌دانستند. استون و فارست ویکمن از نشریه اسلیت گفتند این به‌خاطر ترجیح منتقدان راک به هنرمندان مردمحور و نوآور در مقابل هنرمندان جریان اصلی است. امیلی سنت جیمز در واکس گفت که ۱۹۸۹ سوئیفت از قبل احساسات عمیقی مثل غم و خشم را در دل صداهای شاد پاپ خود داشت، و این همه تأکید روی «اصالت» و درست‌کاری آدامز فقط به خاطر جانب‌داری نقادان از ژانرهایی مثل راک یا خواننده-ترانه‌سرایان آکوستیک بود.
نقدهای گذشته‌نگر، ۱۹۸۹ را آلبومی به‌لحاظ هنری کمال‌یافته دانسته‌اند. بسیاری آن را شاهکار و یک اثر کلاسیک مدرن قلمداد کرده‌اند و اصالت سبک سینث-پاپ دهه ۱۹۸۰ آن را به‌عنوان عامل کلیدی در ماندگاری و ایجاد حس نوستالژی در این اثر مورد تأیید قرار داده‌اند. نورا پرینسیوتی از نشریه رینگر می‌گوید که سوئیفت عمداً با دوری کردن از سبک‌های پرطرفدار موسیقی آن زمان، ۱۹۸۹ را به بخشی از تاریخ موسیقی پاپ تبدیل کرد و آن را هم‌ردیف آلبوم‌های پاپ ماندگاری مثل تریلر مایکل جکسون و ابی رود بیتلز قرار داد. ۱۹۸۹ در فهرست مهم‌ترین آلبوم‌های سده بیست و یکم از سوی بریتیش جی‌کیو و گاردین جای گرفت و رولینگ استون این آلبوم را در رتبه ۷۲ فهرست سال ۲۰۲۵ خود با عنوان «۲۵۰ آلبوم برتر قرن بیست و یکم تا به امروز» قرار داد. ایان گورملی از گاردین نوشته که این آلبوم باعث شد سوئیفت نگاه تازه‌ای به موسیقی پاپ رایج به وجود بیاورد (پاپ‌گرایی) — موسیقی‌ای که تا پیش از این، مخاطبان موسیقی مستقل یا «ایندی» چندان جدی‌اش نمی‌گرفتند. در میان ۱۱ آلبوم سوئیفت، این آلبوم در رتبه‌بندی ان‌ام‌ئی و آیریش تایمز اول شد و در رتبه‌بندی‌های آلترنیتیو پرس، اسپین، اسلنت مگزین و استار تریبون جایگاه دوم را به دست آورد.
بسیاری از نشریه‌ها ۱۹۸۹ را در فهرست بهترین آلبوم‌های دهه ۲۰۱۰ قرار دادند. مثلاً ای. وی. کلاب و اسلنت مگزین آن را در میان ۱۰ آلبوم برتر خودشان گذاشتند. این آلبوم همچنین در فهرست ۵۰ آلبوم برتر نشریاتی مثل بیلبورد، کانسیکوئنس، ان‌ام‌ئی، پیست، رولینگ استون و آپروکس جا گرفت. علاوه بر این، نشریه کانسیکوئنس آن را در رتبه ششم بهترین آلبوم‌های پاپ دهه ۲۰۱۰ گذاشت و کریس ویلمان از ورایتی آن را در صدر فهرست شخصی خودش قرار داد. اد پاتن از روزنامه تایمز هم آن را «آلبوم قرن» نامید. در نظرسنجی خوانندگان وبگاه پیچفورک برای دهه ۲۰۱۰، این آلبوم رتبه ۴۴ را گرفت. در فهرست «۵۰۰ آلبوم برتر تمام دوران» رولینگ استون (نسخه بازنگری‌شده ۲۰۲۳) رتبه ۳۹۳ را به دست آورد و در فهرست «۱۰۰ آلبوم برتر تمام دوران» از کانسیکوئنس (سال ۲۰۲۲) در جایگاه ۳۹ قرار گرفت.

### ضبط مجدد
در نوامبر ۲۰۲۰، پس از کشمکشی در خصوص مالکیت آثار گذشتهٔ سوئیفت، او تصمیم گرفت شش آلبوم استودیویی نخستش که قبلاً توسط بیگ مشین منتشر شده بودند را دوباره ضبط کند. با این بازضبط، سوئیفت توانست مالکیت کامل نسخه‌های اصلی مسترها را به دست آورد، که به او اجازه می‌داد آزادانه از موسیقی‌اش برای کارهای تجاری استفاده کند و جایگزین نسخه‌هایی شود که در اختیار بیگ مشین بود. او نسخه بازضبط‌شده آلبوم ۱۹۸۹ را با عنوان ۱۹۸۹ (نسخه تیلور) در ۲۷ اکتبر ۲۰۲۳، یعنی نه سال پس از انتشار نسخه اولیه، عرضه کرد. فهرست قطعات اصلی این نسخه شامل بازضبط همه ترانه‌های نسخه لوکس ۱۹۸۹ به علاوه پنج قطعهٔ جدید و منتشرنشده از مجموعه‌ای با نام «از صندوقچه» است. بعد از اعلام انتشار ۱۹۸۹ (نسخه تیلور)، آلبوم اصلی دوباره در تاریخ ۲۶ اوت ۲۰۲۳ به جمع ۱۰ آلبوم برتر جدول بیلبورد ۲۰۰ بازگشت. مالکیت مسترهای نسخه اصلی ۱۹۸۹ در ۳۰ مه ۲۰۲۵ به سوئیفت بازگردانده شد، همراه با مالکیت نسخه‌های اصلی پنج آلبوم دیگر.

## فهرست قطعات
| قطعات استاندارد ۱۹۸۹ | قطعات استاندارد ۱۹۸۹                 | قطعات استاندارد ۱۹۸۹         | قطعات استاندارد ۱۹۸۹                     | قطعات استاندارد ۱۹۸۹ |
| شماره                | نام                                  | نویسنده(ها)                  | تهیه‌کننده(ها)                            | مدت                  |
| -------------------- | ------------------------------------ | ---------------------------- | ---------------------------------------- | -------------------- |
| ۱.                   | «به نیویورک خوش آمدید»               | تیلور سوئیفت رایان تدر       | سوئیفت تدر نوئل زانکانلا                 | ۳:۳۲                 |
| ۲.                   | «فضای خالی»                          | سوئیفت مکس مارتین شلبک       | مارتین شلبک                              | ۳:۵۱                 |
| ۳.                   | «استایل»                             | سوئیفت مارتین شلبک علی پیامی | مارتین شلبک پیامی                        | ۳:۵۱                 |
| ۴.                   | «بیرون از جنگل‌ها»                    | سوئیفت جک آنتونوف            | سوئیفت آنتونوف مارتین [a]                | ۳:۵۵                 |
| ۵.                   | «تنها کاری که باید می‌کردی ماندن بود» | سوئیفت مارتین                | مارتین شلبک متمن اند رابین               | ۳:۱۳                 |
| ۶.                   | «بندازش بره»                         | سوئیفت مارتین شلبک           | مارتین شلبک                              | ۳:۳۹                 |
| ۷.                   | «کاش می‌ماندی»                        | سوئیفت آنتونوف               | سوئیفت آنتونوف مارتین [a] گرگ کرستین [b] | ۳:۲۷                 |
| ۸.                   | «کینه»                               | سوئیفت مارتین شلبک           | مارتین شلبک                              | ۳:۳۱                 |
| ۹.                   | «مهیج‌ترین رؤیاها»                    | سوئیفت مارتین شلبک           | مارتین شلبک                              | ۳:۴۰                 |
| ۱۰.                  | «چگونه دختر را به دست می‌آوری»        | سوئیفت مارتین شلبک           | مارتین شلبک                              | ۴:۰۷                 |
| ۱۱.                  | «این عشق»                            | سوئیفت                       | سوئیفت نیتن چپمن                         | ۴:۱۰                 |
| ۱۲.                  | «جاهایی را می‌شناسم»                  | سوئیفت تدر                   | سوئیفت تدر زانکانلا                      | ۳:۱۵                 |
| ۱۳.                  | «پاک»                                | سوئیفت ایمجن هیپ             | سوئیفت هیپ                               | ۴:۳۰                 |
| مجموع مدت:           | مجموع مدت:                           | مجموع مدت:                   | مجموع مدت:                               | ۴۸:۴۱                |

| قطعات اضافه نسخه لوکس | قطعات اضافه نسخه لوکس | قطعات اضافه نسخه لوکس | قطعات اضافه نسخه لوکس | قطعات اضافه نسخه لوکس |
| شماره                 | نام                   | نویسنده(ها)           | تهیه‌کننده(ها)         | مدت                   |
| --------------------- | --------------------- | --------------------- | --------------------- | --------------------- |
| ۱۴.                   | «سرزمین عجایب»        | سوئیفت مارتین شلبک    | مارتین شلبک           | ۴:۰۵                  |
| ۱۵.                   | «تو عاشقی»            | سوئیفت آنتونوف        | سوئیفت آنتونوف        | ۴:۲۷                  |
| ۱۶.                   | «رمانتیک‌های جدید»     | سوئیفت مارتین شلبک    | مارتین شلبک           | ۳:۵۰                  |
| مجموع مدت:            | مجموع مدت:            | مجموع مدت:            | مجموع مدت:            | ۶۰:۲۳                 |

| قطعات اضافه نسخه لوکس سی‌دی | قطعات اضافه نسخه لوکس سی‌دی                       | قطعات اضافه نسخه لوکس سی‌دی | قطعات اضافه نسخه لوکس سی‌دی | قطعات اضافه نسخه لوکس سی‌دی |
| شماره                      | نام                                              | نویسنده(ها)                | تهیه‌کننده(ها)              | مدت                        |
| -------------------------- | ------------------------------------------------ | -------------------------- | -------------------------- | -------------------------- |
| ۱۷.                        | «جاهایی را می‌شناسم» (یادداشت صوتی با پیانو/آواز) | سوئیفت تدر                 | سوئیفت                     | ۳:۳۶                       |
| ۱۸.                        | «کاش می‌ماندی» (یادداشت صوتی با قطعه/آواز)        | سوئیفت آنتونوف             | سوئیفت                     | ۱:۴۷                       |
| ۱۹.                        | «فضای خالی» (یادداشت صوتی با گیتار/آواز)         | سوئیفت مارتین شلبک         | سوئیفت                     | ۲:۱۱                       |
| مجموع مدت:                 | مجموع مدت:                                       | مجموع مدت:                 | مجموع مدت:                 | ۶۸:۳۷                      |

## عوامل
تولید
- تیلور سوئیفت – ترانه‌سرا، تهیه‌کننده، مدیر اجرایی تولید
- مکس مارتین – تهیه‌کننده آواز، تهیه‌کننده، ترانه‌سرا، برنامه‌نویسی، مدیر اجرایی تولید
- شلبک – تهیه‌کننده، ترانه‌سرا، برنامه‌نویسی
- ایمجن هیپ – تهیه‌کننده، ترانه‌سرا، برنامه‌نویسی ضبط
- جک آنتونوف – ترانه‌سرا، تهیه‌کننده
- رایان تدر – تهیه‌کننده، ضبط، ترانه‌سرا، برنامه‌نویسی اضافی
- علی پیامی – ترانه‌سرا، تهیه‌کننده، برنامه‌نویسی
- نوئل زانکانلا – تهیه‌کننده، برنامه‌نویسی اضافی
- نیتن چپمن – تهیه‌کننده، ضبط
- جیسون کمبل – هماهنگ‌کننده تولید
- متمن اند رابین – تهیه‌کننده، برنامه‌نویسی
- گرگ کرستین – تهیه‌کننده اضافی
- مایکل ایلبرت – ضبط
- اسمیت کارلسون – ضبط
- لورا سیسک – ضبط
- سم هالند – ضبط
- متیو ترایبا – دستیار ضبط
- اریک آیلندز – دستیار ضبط
- برندن موراوسکی – دستیار ضبط
- کوری بایس – دستیار ضبط
- سربان گنه‌آ – میکس
- جان هنز – مهندسی برای میکس
- پیتر کارلسون – مهندس پرو تولز
- تام کین – مسترینگ

سازها
- تیلور سوئیفت – ضربان قلب، صدای دست زدن، صدای فریاد، گیتار آکوستیک، آواز اصلی، آواز پس‌زمینه
- مکس مارتین – کیبورد، پیانو، صدای دست زدن، صدای فریاد، آواز پس‌زمینه
- شلبک – گیتار آکوستیک، گیتار الکتریک، بیس، کیبورد، پرکاشن، صدای فریاد، صدای کوبیدن پا، گیتارهای اضافی، گیتار، صدای زانوها، نویز، صدای دست زدن، درام، آواز پس‌زمینه
- ایمجن هیپ – ویبرافون، درام، امبیرا، پرکاشن، کیبورد، آواز پس‌زمینه
- جک آنتونوف – گیتار آکوستیک، گیتار الکتریک، کیبورد، بیس، درام، آواز پس‌زمینه
- رایان تدر – پیانو، جونو، گیتار آکوستیک، گیتار الکتریک، برنامه‌نویسی درام، سینث اضافی، آواز پس‌زمینه
- نیکلاس لیونگفلد – گیتار
- یوناس تاندر – ساکسوفون
- یوناس لیندبورگ – ترومپت
- مگنوس ویکلوند – ترومبون
- علی پیامی – کیبورد
- نوئل زانکانلا – برنامه‌نویسی درام، سینث‌سایزر، بیس، سینث اضافی
- نیتن چپمن – گیتار الکتریک، بیس، کیبورد، درام
- متمن اند رابین – درام، گیتار، بیس، کیبورد، پرکاشن
- گرگ کرستین – کیبورد

هنری
- تیلور سوئیفت – مدیر نوآوری
- سارا بارلو – عکاسی
- استفن شوفیلد – عکاسی
- جاش و بتانی نیومن – مدیر هنری
- آستین هیل – طراحی
- ایمی فوچی – طراحی
- جوزف کسل – مشاور مد

## جدول‌ها
| جدول (۲۰۱۴–۲۰۱۵)                        | بالاترین جایگاه |
| --------------------------------------- | --------------- |
| آلبوم‌های استرالیایی (ای‌آرآی‌ای)          | ۱               |
| آلبوم‌های اتریشی (آلبوم‌های او۳)          | ۵               |
| آلبوم‌های بلژیکی (اولتراتاپ فلاندرز)     | ۱               |
| آلبوم‌های بلژیکی (اولتراتاپ والونیا)     | ۷               |
| آلبوم‌های برزیل (ABPD)                   | ۳               |
| آلبوم‌های کانادایی (بیلبورد)             | ۱               |
| آلبوم‌های بین‌المللی کرواسی (HDU)         | ۱               |
| آلبوم‌های چک (سی‌ان‌اس آی‌اف‌پی‌آی)           | ۱۷              |
| آلبوم‌های دانمارکی (هیت‌لیستن)            | ۲               |
| آلبوم‌های هلندی (جدول‌های هلند)           | ۱               |
| آلبوم‌های فنلاندی (جدول رسمی فنلاند)     | ۱۰              |
| آلبوم‌های فرانسوی (اس‌ان‌ئی‌پی)             | ۹               |
| آلبوم‌های آلمانی (۱۰۰ آلبوم برتر رسمی)   | ۴               |
| آلبوم‌های یونان (آی‌اف‌پی‌آی یونان)         | ۱۱              |
| آلبوم‌های مجارستانی (ماهاز)              | ۲۲              |
| آلبوم‌های ایرلند (انجمن صنعت ضبط ایرلند) | ۱               |
| آلبوم‌های ایتالیایی (فیمی)               | ۵               |
| آلبوم‌های ژاپن (اوریکون)                 | ۳               |
| آلبوم‌های مکزیک (AMPROFON)               | ۱               |
| آلبوم‌های نیوزیلندی (آرام‌ان‌زد)           | ۱               |
| آلبوم‌های نروژی (وی‌جی-لیستا)             | ۱               |
| آلبوم‌های لهستانی (زدپی‌ای‌وی)             | ۱۷              |
| آلبوم‌های پرتغالی (ای‌اف‌پی)               | ۳               |
| آلبوم‌های اسکاتلند (شرکت جدول‌های رسمی)   | ۱               |
| آلبوم‌های آفریقای جنوبی (RISA)           | ۷               |
| آلبوم‌های کره‌ای (گائون چارت)             | ۱۰              |
| آلبوم‌های بین‌المللی کره‌ای (گائون)        | ۲               |
| آلبوم‌های اسپانیایی (پروموزیکای)         | ۴               |
| آلبوم‌های سوئدی (برترین‌های سوئد)         | ۲۳              |
| آلبوم‌های سوئیسی (جدول موسیقی سوئیس)     | ۳               |
| آلبوم‌های بریتانیا (شرکت جدول‌های رسمی)   | ۱               |
| بیلبورد ۲۰۰ ایالات متحده                | ۱               |

| Chart (2017)           | Peak position |
| ---------------------- | ------------- |
| Latvian Albums (LaIPA) | ۹۴            |

| Chart (2021–2023)                                | Peak position |
| ------------------------------------------------ | ------------- |
| Argentine Albums (CAPIF)                         | ۱             |
| Austrian Albums (او۳ تاپ ۴۰ اتریش)               | ۴             |
| Greek Albums (آی‌اف‌پی‌آی یونان)                    | ۱             |
| Icelandic Albums (Tónlistinn)                    | ۲۵            |
| Swedish Albums (فهرست برترین‌های سوئد)            | ۱۷            |
| Swiss Albums (جدول موسیقی سوئیس)                 | ۱             |
| Uruguayan Albums (فهرست گواهی‌نامه‌های ضبط موسیقی) | ۷             |
| آلبوم‌های مستقل ایالات متحده (بیلبورد)            | 2             |

| Chart (2014)                             | Position |
| ---------------------------------------- | -------- |
| Argentine Albums (CAPIF)                 | ۹        |
| آلبوم‌های استرالیا (ARIA)                 | ۲        |
| Belgian Albums (Ultratop Flanders)       | ۷۱       |
| Belgian Albums (Ultratop Wallonia)       | ۱۹۸      |
| آلبوم‌های کانادا (بیلبورد)                | ۲        |
| Dutch Albums (Album Top 100)             | ۸۲       |
| French Albums (SNEP)                     | ۱۶۰      |
| German Albums (Offizielle Top 100)       | ۷۱       |
| Irish Albums (IRMA)                      | ۷        |
| Japanese Albums (Oricon)                 | ۳۴       |
| Mexican Albums (AMPROFON)                | ۲۸       |
| New Zealand Albums (RMNZ)                | ۳        |
| South Korean International Albums (Gaon) | ۲۵       |
| Swiss Albums (Schweizer Hitparade)       | ۸۷       |
| آلبوم‌های بریتانیا (OCC)                  | ۱۱       |
| بیلبورد ۲۰۰ آمریکا                       | ۳        |

| Chart (2015)                             | Position |
| ---------------------------------------- | -------- |
| آلبوم‌های استرالیا (ARIA)                 | ۳        |
| Austrian Albums (Ö3 Austria)             | ۴۷       |
| Belgian Albums (Ultratop Flanders)       | ۳۳       |
| Belgian Albums (Ultratop Wallonia)       | ۱۲۵      |
| آلبوم‌های کانادا (بیلبورد)                | ۱        |
| Croatian Foreign Albums (HDU)            | ۶        |
| Dutch Albums (Album Top 100)             | ۳۵       |
| French Albums (SNEP)                     | ۸۲       |
| German Albums (Offizielle Top 100)       | ۵۶       |
| Hungarian Albums & Compilations (MAHASZ) | ۶۹       |
| Irish Albums (IRMA)                      | ۷        |
| Japanese Albums (Billboard Japan)        | ۱۵       |
| Japanese Albums (Oricon)                 | ۳۰       |
| Mexican Albums (AMPROFON)                | ۲۰       |
| New Zealand Albums (RMNZ)                | ۷        |
| South Korean International Albums (Gaon) | ۲۲       |
| Spanish Albums (PROMUSICAE)              | ۵۶       |
| Swiss Albums (Schweizer Hitparade)       | ۴۰       |
| آلبوم‌های بریتانیا (OCC)                  | ۶        |
| بیلبورد ۲۰۰ آمریکا                       | ۱        |

| Chart (2016)                             | Position |
| ---------------------------------------- | -------- |
| آلبوم‌های استرالیا (ARIA)                 | ۱۷       |
| Belgian Albums (Ultratop Flanders)       | ۹۴       |
| آلبوم‌های کانادا (بیلبورد)                | ۱۷       |
| Japanese Albums (Billboard Japan)        | ۳۹       |
| New Zealand Albums (RMNZ)                | ۱۹       |
| South Korean International Albums (Gaon) | ۳۶       |
| آلبوم‌های بریتانیا (OCC)                  | ۴۴       |
| بیلبورد ۲۰۰ آمریکا                       | ۱۷       |

| Chart (2017)                             | Position |
| ---------------------------------------- | -------- |
| آلبوم‌های استرالیا (ARIA)                 | ۳۲       |
| Norwegian Albums (VG-lista)              | ۷۱       |
| South Korean International Albums (Gaon) | ۸۹       |
| بیلبورد ۲۰۰ آمریکا                       | ۱۰۱      |

| Chart (2018)             | Position |
| ------------------------ | -------- |
| آلبوم‌های استرالیا (ARIA) | ۳۶       |
| بیلبورد ۲۰۰ آمریکا       | ۸۲       |

| Chart (2019)             | Position |
| ------------------------ | -------- |
| آلبوم‌های استرالیا (ARIA) | ۴۶       |
| بیلبورد ۲۰۰ آمریکا       | ۱۱۶      |

| Chart (2020)                       | Position |
| ---------------------------------- | -------- |
| آلبوم‌های استرالیا (ARIA)           | ۴۴       |
| Belgian Albums (Ultratop Flanders) | ۱۶۶      |
| آلبوم‌های بریتانیا (OCC)            | ۹۷       |
| بیلبورد ۲۰۰ آمریکا                 | ۱۰۵      |
| آلبوم‌های مستقل آمریکا (بیلبورد)    | ۳۶       |

| Chart (2021)                       | Position |
| ---------------------------------- | -------- |
| آلبوم‌های استرالیا (ARIA)           | ۲۷       |
| Belgian Albums (Ultratop Flanders) | ۱۰۲      |
| Irish Albums (IRMA)                | ۳۰       |
| آلبوم‌های بریتانیا (OCC)            | ۵۹       |
| بیلبورد ۲۰۰ آمریکا                 | ۸۸       |
| آلبوم‌های مستقل آمریکا (بیلبورد)    | ۱۰       |

| Chart (2022)                       | Position |
| ---------------------------------- | -------- |
| آلبوم‌های استرالیا (ARIA)           | ۱۶       |
| Austrian Albums (Ö3 Austria)       | ۷۵       |
| Belgian Albums (Ultratop Flanders) | ۵۷       |
| آلبوم‌های کانادا (بیلبورد)          | ۴۵       |
| Danish Albums (Hitlisten)          | ۱۰۰      |
| Dutch Albums (Album Top 100)       | ۹۰       |
| آلبوم‌های بریتانیا (OCC)            | ۳۳       |
| بیلبورد ۲۰۰ آمریکا                 | ۷۵       |
| آلبوم‌های مستقل آمریکا (بیلبورد)    | ۸        |

| Chart (2023)                       | Position |
| ---------------------------------- | -------- |
| آلبوم‌های استرالیا (ARIA)           | ۹        |
| Austrian Albums (Ö3 Austria)       | ۱۲       |
| Belgian Albums (Ultratop Flanders) | ۱۵       |
| Belgian Albums (Ultratop Wallonia) | ۱۳۲      |
| آلبوم‌های کانادا (بیلبورد)          | ۱۴       |
| Danish Albums (Hitlisten)          | ۴۴       |
| Dutch Albums (Album Top 100)       | ۲۱       |
| German Albums (Offizielle Top 100) | ۳۹       |
| Hungarian Albums (MAHASZ)          | ۵۶       |
| Icelandic Albums (Tónlistinn)      | ۸۰       |
| New Zealand Albums (RMNZ)          | ۷        |
| Portuguese Albums (AFP)            | ۷۰       |
| Swedish Albums (Sverigetopplistan) | ۴۰       |
| Swiss Albums (Schweizer Hitparade) | ۴        |
| آلبوم‌های بریتانیا (OCC)            | ۱۲       |
| بیلبورد ۲۰۰ آمریکا                 | ۱۶       |
| آلبوم‌های مستقل آمریکا (بیلبورد)    | ۲        |

| Chart (2024)                       | Position |
| ---------------------------------- | -------- |
| آلبوم‌های استرالیا (ARIA)           | ۶۸       |
| Belgian Albums (Ultratop Flanders) | ۹۲       |
| Portuguese Albums (AFP)            | ۷۷       |
| Swiss Albums (Schweizer Hitparade) | ۷        |
| آلبوم‌های بریتانیا (OCC)            | ۷۵       |
| بیلبورد ۲۰۰ آمریکا                 | ۸۳       |
| آلبوم‌های مستقل آمریکا (بیلبورد)    | ۱۱       |

### جدول‌های پایان دهه
| جدول (دهه ۲۰۱۰)           | جایگاه |
| ------------------------- | ------ |
| آلبوم‌های استرالیا (ARIA)  | ۸      |
| آلبوم‌های کانادا (بیلبورد) | ۵      |
| آلبوم‌های بریتانیا (OCC)   | ۲۵     |
| بیلبورد ۲۰۰ آمریکا        | ۲      |

### جدول‌های تمامی دوره‌ها
| جدول                         | جایگاه |
| ---------------------------- | ------ |
| آلبوم‌های زنانه ایرلند (IRMA) | ۳۶     |
| بیلبورد ۲۰۰ آمریکا           | ۶۴     |
| بیلبورد ۲۰۰ آمریکا – زنان    | ۵      |

## گواهی‌نامه‌ها و فروش
| منطقه | گواهی         | واحد گواهی‌شده/فروش |
| --- | ------------- | ------------------ |
| استرالیا (آی‌اف‌پی‌آی استرالیا)                                                                                   | ۱۱× پلاتین    | ۷۷۰٬۰۰۰^           |
| اتریش (فونوگرافی اتریش)                                                                                        | ۳× پلاتین     | ۴۵٬۰۰۰*            |
| بلژیک (بی‌ئی‌ای)                                                                                                 | ۴× پلاتین     | ۸۰٬۰۰۰             |
| برزیل (پرو موزیکا برزیل)                                                                                       | ۲× الماس      | ۳۲۰٬۰۰۰            |
| برزیل (پرو موزیکا برزیل) «Big Machine Radio Release Special»                                                   | ۲× الماس      | ۵۰۰٬۰۰۰            |
| کانادا (میوزیک کانادا)                                                                                         | ۶× پلاتین     | ۵۴۲٬۰۰۰            |
| دانمارک (آی‌اف‌پی‌آی)                                                                                             | ۳× پلاتین     | ۶۰٬۰۰۰             |
| فرانسه (اس‌ان‌ئی‌پی)                                                                                              | پلاتین        | ۱۰۰٬۰۰۰            |
| آلمان (بی‌وی‌ام‌آی)                                                                                               | پلاتین        | ۲۰۰٬۰۰۰            |
| ایتالیا (اف‌آی‌ام‌آی)                                                                                             | پلاتین        | ۵۰٬۰۰۰             |
| ژاپن (آرآی‌ای‌جی)                                                                                                | پلاتین        | ۲۵۰٬۰۰۰^           |
| مکزیک (امپروفون)                                                                                               | ۳× پلاتین+طلا | ۲۱۰٬۰۰۰^           |
| هلند (ان‌وی‌پی‌آی)                                                                                                | طلا           | ۲۰٬۰۰۰^            |
| نیوزیلند (آرآی‌ای‌ان‌زد)                                                                                          | ۱۰× پلاتین    | ۱۵۰٬۰۰۰            |
| نروژ (آی‌اف‌پی‌آی نروژ)                                                                                           | ۳× پلاتین     | ۶۰٬۰۰۰*            |
| لهستان (زدپی‌ای‌وی)                                                                                              | ۳× پلاتین     | ۶۰٬۰۰۰             |
| پرتغال (انجمن صنفی گرامافون)                                                                                   | پلاتین        | ۱۵٬۰۰۰^            |
| سنگاپور | ۳× پلاتین     | ۳۰٬۰۰۰*            |
| اسپانیا (سازنده‌های موسیقی)                                                                                     | طلا           | ۲۰٬۰۰۰             |
| سوئد (گی‌ال‌اف)                                                                                                  | طلا           | ۲۰٬۰۰۰             |
| سوئیس (آی‌اف‌پی‌آی سوئیس)                                                                                         | پلاتین        | ۲۰٬۰۰۰             |
| بریتانیا (بی‌پی‌آی)                                                                                              | ۶× پلاتین     | ۱٬۸۰۰٬۰۰۰          |
| ایالات متحده (آرآی‌ای‌ای)                                                                                        | ۹× پلاتین     | ۶٬۴۷۲٬۰۰۰          |
| * رقم فروش تنها بر پایهٔ گواهی‌ها. · ^ رقم توزیع تنها بر پایهٔ گواهی‌ها. · رقم فروش+پخش جاری تنها بر پایهٔ گواهی‌ها. |               |                    |

### واژه‌نامه
1. ↑  Lamby's House
2. ↑  Pain in the Art
3. ↑  Elevator Nobody
4. ↑  The Hideaway

### یادکردها
1. ↑  McNutt 2020, p. 77.
2. ↑  Vinson, Christina (September 8, 2014). "Taylor Swift On Turning Away from Country Music on 1989". Taste of Country. Archived from the original on June 30, 2020. Retrieved August 7, 2020.
3. 1 2  Bream, Jon (June 20, 2023). "Our Music Critic Ranks Taylor Swift's Albums From Worst to Best". Star Tribune. Archived from the original on July 21, 2023. Retrieved July 21, 2023.
4. 1 2 3  Hyden, Steven (October 28, 2014). "Pop Is a Banana-Quinoa Muffin: The Artisanal Aloofness of Taylor Swift's 1989". Grantland. Archived from the original on June 5, 2023. Retrieved January 21, 2025.
5. ↑  Perone 2017, p. 45.
6. 1 2 3 4  Light, Alan (December 5, 2014). "Billboard Woman of the Year Taylor Swift on Writing Her Own Rules, Not Becoming a Cliche and the Hurdle of Going Pop". Billboard. Archived from the original on December 26, 2014. Retrieved February 27, 2019.
7. ↑  McNutt 2020, pp. 77–78.
8. 1 2 3  Dickey, Jack (November 13, 2014). "The Power of Taylor Swift". Time. Archived from the original on August 19, 2020. Retrieved August 8, 2020.
9. 1 2  McNutt 2020, p. 78.
10. ↑  "On the Road with Best Friends Taylor Swift and Karlie Kloss". Vogue. February 13, 2015. Archived from the original on November 4, 2015. Retrieved November 10, 2015.
11. ↑  Jo Sales, Nancy; Diehl, Jessica (April 2013). "Taylor Swift's Telltale Heart". Vanity Fair. Archived from the original on January 30, 2017. Retrieved January 30, 2017.
12. ↑  Chang, Bee-Shyuan (March 15, 2013). "Taylor Swift Gets Some Mud on Her Boots". The New York Times. Archived from the original on March 22, 2013. Retrieved March 22, 2018.
13. ↑  Thompson, Lucy (November 8, 2023). "With 'Slut!' Taylor Swift Joins A Long History of Women Fighting Slut-Shaming in Their Writing". The Conversation. Archived from the original on October 3, 2024. Retrieved January 20, 2025.
14. 1 2  Graff, Gary (October 24, 2014). "Taylor Swift on Haters". Billboard. Archived from the original on November 2, 2023. Retrieved June 22, 2023.
15. ↑  Lambert, Molly (December 5, 2014). "Eye of the Beholder". Grantland. Archived from the original on January 23, 2025. Retrieved January 20, 2025.
16. ↑  Raab, Scott (November 1, 2014). "Taylor Swift". Esquire. Archived from the original on February 16, 2015. Retrieved August 22, 2023.
17. ↑  Klosterman, Chuck (October 15, 2015). "Taylor Swift on 'Bad Blood', Kanye West, and How People Interpret Her Lyrics". GQ. Archived from the original on October 18, 2015. Retrieved October 18, 2015.
18. ↑  Talbott, Chris (October 12, 2013). "Taylor Swift Talks Next Album, CMAs and Ed Sheeran". Associated Press. Archived from the original on October 26, 2013. Retrieved December 7, 2014.
19. 1 2 3 4 5  Eells, Josh (September 8, 2014). "Cover Story: The Reinvention of Taylor Swift". Rolling Stone. Archived from the original on August 16, 2018. Retrieved February 6, 2019.
20. 1 2 3 4 5 6 7  Zollo, Paul (February 12, 2015). "The Oral History of Taylor Swift's 1989". The Recording Academy. Archived from the original on April 4, 2016. Retrieved February 27, 2019 – via Cuepoint.
21. 1 2  Eells, Josh (September 16, 2014). "Taylor Swift Reveals Five Things to Expect on 1989". Rolling Stone. Archived from the original on September 16, 2014. Retrieved September 16, 2014.
22. 1 2 3  Zaleski 2024, p. 119.
23. 1 2 3  Wilson, Carl (October 29, 2014). "Contemplating Taylor Swift's Navel". Slate. Archived from the original on July 26, 2020. Retrieved December 9, 2020.
24. 1 2 3 4  Swift, Taylor (2014). 1989 (CD liner notes). Big Machine Records. BMRBD0500A.
25. ↑  Perricone, Kathleen (October 20, 2014). "Taylor Swift Gives Details on Recording 'I Know Places' With Ryan Tedder". American Top 40. Archived from the original on January 19, 2015. Retrieved January 19, 2015.
26. ↑  Highfill, Samantha (April 23, 2020). "Ryan Tedder Breaks Down His Biggest Hits with Beyoncé, Adele, Taylor Swift, and More". Entertainment Weekly. Archived from the original on April 24, 2020. Retrieved April 24, 2020.
27. ↑  McNutt 2020, pp. 81–82.
28. 1 2  Zaleski 2024, p. 125.
29. ↑  Doyle, Tom (January 2018). "Jack Antonoff". Sound on Sound. Archived from the original on October 21, 2020. Retrieved June 21, 2023.
30. ↑  Zaleski 2024, pp. 111, 115.
31. ↑  Zaleski 2024, p. 111.
32. 1 2 3  Wickman, Forrest (October 24, 2014). "Taylor Swift's 1989: A Track-by-Track Breakdown". Slate. Archived from the original on February 14, 2019. Retrieved September 24, 2019.
33. 1 2  Zaleski 2024, p. 123.
34. 1 2 3 4 5 6 7 8  Caramanica, Jon (October 26, 2014). "A Farewell to Twang". The New York Times. Archived from the original on November 11, 2014. Retrieved February 4, 2019.
35. 1 2  McNutt 2020, pp. 73–74.
36. ↑  Garibaldi, Christina (May 30, 2014). "Taylor Swift Finally Reveals Details About Her Next Album". MTV. Archived from the original on June 2, 2014. Retrieved February 27, 2019.
37. ↑  Lee, Christina (June 11, 2014). "Max Martin Produced 'Most Of' Taylor Swift's Next Album". Idolator. Archived from the original on February 27, 2019. Retrieved February 27, 2019.
38. ↑  Sisario, Ben (October 22, 2014). "Taylor Swift's 1989 Carries High Hopes". The New York Times. Archived from the original on October 30, 2023. Retrieved June 21, 2023.
39. 1 2  Mathieson, Craig (October 31, 2014). "Taylor Swift's New Album 1989 Defies Expectations". The Sydney Morning Herald. Archived from the original on June 30, 2020. Retrieved September 18, 2020.
40. 1 2 3 4  Eakin, Marah (October 28, 2014). "With 1989, Taylor Swift Finally Grows Up". The A.V. Club. Archived from the original on October 28, 2014. Retrieved October 28, 2014.
41. 1 2 3 4  Aswad, Jem (October 24, 2014). "Album Review: Taylor Swift's Pop Curveball Pays Off With 1989". Billboard. Archived from the original on November 2, 2014. Retrieved November 5, 2014.
42. ↑  Pettifer, Amy (November 27, 2014). "Reviews: Taylor Swift, 1989". The Quietus. Archived from the original on March 5, 2024. Retrieved June 21, 2023.
43. 1 2 3 4 5 6 7 8 9  Lambert, Molly (October 27, 2014). "It's Hip to Be Swift". Grantland. Archived from the original on December 27, 2024. Retrieved January 20, 2025.
44. 1 2 3 4 5 6  Petridis, Alexis (October 24, 2014). "Taylor Swift: 1989 Review – Leagues Ahead of the Teen-Pop Competition". The Guardian. Archived from the original on November 1, 2014. Retrieved February 4, 2019.
45. 1 2 3 4 5 6  Powers, Ann (October 30, 2014). "The Many New Voices of Taylor Swift". NPR. Archived from the original on December 26, 2021. Retrieved January 21, 2025.
46. ↑  Graff, Gary (November 1, 2014). "The Beat". Billboard. Vol. 126, no. 36. pp. 31–32. ProQuest 1624968201.
47. ↑  Zoladz, Lindsay (October 27, 2014). "Taylor Swift's 1989 Is Her Most Conservative Album Yet". Vulture. Archived from the original on July 25, 2020. Retrieved January 21, 2025.
48. ↑  "Taylor Swift: 1989 (Virgin EMI)". The Herald. October 30, 2014. Retrieved January 21, 2025.
49. ↑  Hyden, Steven (March 10, 2021). "Taylor Swift's Indie Act". The New York Times Magazine. Archived from the original on April 13, 2021. Retrieved January 21, 2025.
50. 1 2 3  Perone 2017, p. 55.
51. ↑  Fusilli, Jim (October 28, 2014). "Don't Like Your Image? Just 'Shake It Off'". The Wall Street Journal. Archived from the original on May 19, 2016. Retrieved January 20, 2025.
52. 1 2 3 4 5  Lansky, Sam (October 23, 2014). "Review: 1989 Marks a Paradigm Swift". Time. Archived from the original on October 23, 2014. Retrieved November 17, 2014.
53. ↑  Willman, Chris (December 13, 2022). "Taylor Swift's 50 Best Songs, Ranked". Variety. Archived from the original on January 8, 2023. Retrieved May 24, 2023.
54. 1 2  Zaleski 2024, p. 110.
55. ↑  Perone 2017, p. 60.
56. ↑  Perone 2017, pp. 61, 64, 65.
57. 1 2 3  Galvin, Annie (October 27, 2014). "Review: Taylor Swift, 1989". Slant Magazine. Archived from the original on March 5, 2019. Retrieved October 28, 2014.
58. 1 2 3  Perone 2017, p. 64.
59. 1 2  Perone 2017, p. 63.
60. 1 2  Horton, Matthew (October 27, 2014). "Taylor Swift – 1989". NME. Archived from the original on October 27, 2014. Retrieved February 4, 2019.
61. ↑  Nainby 2024, p. 102.
62. 1 2  Perone 2017, p. 58.
63. 1 2 3 4 5  Block, Melissa (October 31, 2014). "'Anything That Connects': A Conversation With Taylor Swift" (Audio upload and transcript). NPR. Archived from the original on February 6, 2015. Retrieved January 30, 2015.
64. 1 2 3  Empire, Kitty (October 26, 2014). "Taylor Swift: 1989 Review – A Bold, Gossipy Confection". The Observer. Archived from the original on October 26, 2014. Retrieved February 4, 2019.
65. ↑  Mansfield, Brian (October 23, 2014). "Taylor Swift Reaches Fans with 'Their Story'". USA Today. Archived from the original on June 22, 2023. Retrieved June 22, 2023.
66. ↑  Smith, Grady (October 27, 2014). "Taylor Swift: The Hidden Meaning in 1989's Album Notes – And an Aphex Twin Mashup". The Guardian. Archived from the original on February 9, 2019. Retrieved February 9, 2019.
67. ↑  Strecker, Erin (October 24, 2014). "Taylor Swift's 13 Best Liner Note Secret Messages – So Far". Billboard. Archived from the original on May 18, 2021. Retrieved May 18, 2021.
68. 1 2 3  James, Emily St. (September 23, 2015). "Ryan Adams's 1989 Didn't Discover Sadness in Taylor Swift's Album. It Was Always There". Vox. Archived from the original on December 22, 2024. Retrieved January 25, 2025.
69. 1 2 3 4  Beck, Julie (October 27, 2014). "Taylor Swift Is So Much More Fun Now That She's Jaded". The Atlantic. Archived from the original on January 21, 2025. Retrieved January 21, 2025.
70. ↑  Donella, Leah (September 26, 2018). "Taylor Swift Is The 21st Century's Most Disorienting Pop Star". NPR. Archived from the original on September 3, 2020. Retrieved September 18, 2020.
71. ↑  Shuker ۲۰۱۶، p. ۸۴; Sloan ۲۰۲۱، p. ۱۶; Leung ۲۰۲۴، p. ۹۵.
72. ↑  Sloan 2021, p. 16.
73. 1 2  Perone 2017, p. 57.
74. ↑  Zaleski 2024, p. 109.
75. ↑  Zaleski ۲۰۲۴، p. ۱۰۹; Sloan ۲۰۲۱، p. ۲۳.
76. ↑  Zaleski 2024, p. 11.
77. ↑  Kreps, Daniel (October 19, 2015). "See Ryan Adams, Taylor Swift Discuss 1989, Songwriting". Rolling Stone. Archived from the original on February 7, 2019. Retrieved February 4, 2019.
78. 1 2  Zaleski 2024, p. 112.
79. ↑  Zaleski 2024, p. 113.
80. ↑  Zaleski 2024, p. 115.
81. ↑  Zaleski ۲۰۲۴، p. ۱۱۶; Perone ۲۰۱۷، p. ۶۱.
82. ↑  Zaleski ۲۰۲۴، p. ۱۱۹; Perone ۲۰۱۷، p. ۶۲.
83. ↑  Zaleski 2024, p. 120.
84. 1 2 3  Sheffield, Rob (October 24, 2014). "1989". Rolling Stone. Archived from the original on June 21, 2018. Retrieved August 23, 2017.
85. ↑  Paúl, María Luisa (May 6, 2022). "Taylor Swift Releases 'This Love' in Next Move Toward Owning Her Catalogue". The Washington Post. Archived from the original on May 6, 2022. Retrieved May 6, 2022.
86. 1 2  Zaleski 2024, p. 121.
87. 1 2 3 4  McCormick, Neil (October 26, 2014). "Taylor Swift, 1989, Review: 'Full of American Fizz'". The Daily Telegraph. Archived from the original on November 17, 2018. Retrieved October 18, 2015.
88. ↑  Perone ۲۰۱۷، p. ۶۵; Zaleski ۲۰۲۴، p. ۱۲۴.
89. ↑  Perone 2017, p. 65.
90. ↑  Zaleski 2024, p. 124.
91. 1 2 3  Erlewine, Stephen Thomas. "1989 – Taylor Swift". AllMusic. Archived from the original on October 31, 2014. Retrieved December 19, 2019.
92. ↑  Baesley, Corey (October 30, 2014). "Taylor Swift: 1989". PopMatters. Archived from the original on March 1, 2019. Retrieved February 4, 2019.
93. 1 2  Fairclough, Steve (March 29, 2024). "Taylor Swift, 1989 - The Story Behind the Iconic Album Cover". Amateur Photographer. Archived from the original on January 24, 2025. Retrieved January 22, 2025.
94. 1 2  Dickey, Jack (November 13, 2014). "Taylor Swift on 1989, Spotify, Her Next Tour and Female Role Models". Time. Archived from the original on October 6, 2020. Retrieved October 11, 2020.
95. ↑  Bonanos, Christopher (October 27, 2014). "A Close Examination of Taylor Swift's 1989 Cover". Vulture. Archived from the original on August 15, 2020. Retrieved October 5, 2020.
96. ↑  Siroky, Mary, ed. (October 26, 2022). "Taylor Swift Albums Ranked From Worst To Best". Consequence. Archived from the original on November 6, 2023. Retrieved November 6, 2023.
97. 1 2  Williamson, Jason (December 15, 2014). "Beyond 1989: Taylor Swift and Polaroids". The Line of Best Fit. Archived from the original on October 8, 2020. Retrieved October 5, 2020.
98. ↑  Rothman, Michael (August 19, 2014). "Taylor Swift Explains Meaning Behind Cover of New Album 1989". ABC News. Archived from the original on September 1, 2020. Retrieved October 5, 2020.
99. ↑  Lynch, Joe (August 7, 2023). "The 100 Best Album Covers of All Time". Billboard. Archived from the original on March 16, 2022. Retrieved January 23, 2025.
100. 1 2 3  Leonard, Devin (November 12, 2014). "Taylor Swift and Big Machine Are The Music Industry". Bloomberg Businessweek. Archived from the original on February 2, 2015. Retrieved February 6, 2019.
101. ↑  Garibaldi, Christina (October 27, 2014). "Here Are the Secret Messages Hidden in 1989". MTV. Archived from the original on July 26, 2017. Retrieved October 11, 2020.
102. ↑  Perone 2017, p. 67.
103. ↑  "Taylor Swift Album Cover Boosts Vintage Polaroid Sales". The New Zealand Herald. August 9, 2015. Archived from the original on July 6, 2020. Retrieved October 5, 2020.
104. 1 2 3 4  Sisario, Ben (November 5, 2014). "Sales of Taylor Swift's 1989 Intensify Streaming Debate". The New York Times. Archived from the original on November 11, 2014. Retrieved February 27, 2019.
105. 1 2 3 4 5  Christman, Ed; Caulfield, Keith; Gruger, William (November 7, 2014). "The Roadmap to Taylor Swift's Record-Breaking Week in 6 (Not So Easy) Steps". Billboard. Archived from the original on November 10, 2014. Retrieved February 27, 2019.
106. ↑  O'Keeffe, Kevin (August 19, 2014). "Taylor Swift Announces New Album 1989, Premieres New Music Video 'Shake It Off'". Yahoo!. Archived from the original on October 28, 2020. Retrieved October 9, 2020.
107. 1 2  Lewis, Randy (October 28, 2014). "How Does Taylor Swift Connect with Fans? 'Secret Sessions' and Media Blitzes". Los Angeles Times. Archived from the original on February 7, 2019. Retrieved February 5, 2019.
108. ↑  Stutz, Colin (October 16, 2014). "Watch Taylor Swift's 1989 Secret Sessions Behind The Scenes Video". Billboard. Archived from the original on April 10, 2019. Retrieved February 5, 2019.
109. ↑  Hampp, Andrew (September 26, 2014). "Exclusive: Taylor Swift Teams With Subway, Diet Coke For #MeetTaylor Promotion". Billboard. Archived from the original on November 29, 2014. Retrieved November 29, 2014.
110. ↑  Caulfield, Keith (August 18, 2014). "Taylor Swift's 'Shake It Off' Set to Take Off on Hot 100". Billboard. Archived from the original on March 14, 2024. Retrieved January 23, 2025.
111. ↑  Lipshutz, Jason (October 13, 2014). "Taylor Swift Previews 'Out Of The Woods', New Track Out Tuesday: Listen". Billboard. Archived from the original on August 19, 2022. Retrieved January 23, 2025.
112. ↑  Strecker, Erin (October 20, 2014). "Taylor Swift's 'Welcome to New York' Coming Tuesday: Listen to a Preview Now". Billboard. Archived from the original on August 12, 2022. Retrieved January 23, 2025.
113. ↑  Trust, Gary (August 27, 2014). "Taylor Swift's 'Shake It Off' Debuts At No. 1 On Hot 100". Billboard. Archived from the original on September 21, 2014. Retrieved June 5, 2016.
114. ↑  Trust, Gary (August 25, 2014). "Taylor Swift's 'Shake It Off' Makes Record Start at Radio". Billboard. Archived from the original on November 12, 2020. Retrieved August 26, 2014.
115. ↑  Trust, Gary (September 28, 2015). "The Weeknd Holds Atop Hot 100, Taylor Swift Hits Top 10 With 'Wildest Dreams'". Billboard. Archived from the original on April 11, 2024. Retrieved January 23, 2025.
116. ↑  Molanphy, Chris (June 3, 2015). "Why Is Taylor Swift and Kendrick Lamar's 'Bad Blood' No. 1?". Slate. Archived from the original on December 22, 2015. Retrieved December 23, 2015.
117. ↑  Perone 2017, p. 68.
118. 1 2  Nainby 2024, p. 103.
119. ↑  Wilkinson 2017, p. 442.
120. 1 2  Wilkinson 2017, p. 441.
121. ↑  Stutz, Colin (October 28, 2014). "Taylor Swift's Entire 1989 Album Selling for 99 Cents". Billboard. Archived from the original on December 17, 2024. Retrieved January 23, 2025.
122. ↑  McNutt 2020, p. 80.
123. ↑  Perone 2017, pp. 66–67.
124. ↑  Knopper, Steve (November 8, 2014). "Taylor Swift Pulled Music From Spotify for 'Superfan Who Wants to Invest,' Says Rep". Rolling Stone. Archived from the original on April 21, 2015. Retrieved April 21, 2015.
125. ↑  Richmond, Ben (November 4, 2014). "Taylor Swift Versus Spotify: How the Music Industry Is Still Fighting Streaming". Vice. Archived from the original on October 28, 2020. Retrieved September 18, 2020.
126. ↑  Sisario, Ben (November 11, 2014). "Chief Defends Spotify After Snub by Taylor Swift". The New York Times. Archived from the original on February 15, 2022. Retrieved January 23, 2025.
127. ↑  Lipshutz, Jason (2015-02-17). "Taylor Swift Releasing 1989 Bonus Songs to iTunes". Billboard. Archived from the original on January 21, 2023. Retrieved 2025-02-12.
128. ↑  Peters, Mitchell (June 21, 2015). "Taylor Swift Pens Open Letter Explaining Why 1989 Won't Be on Apple Music". Billboard. Archived from the original on June 22, 2015. Retrieved June 22, 2015.
129. ↑  Halperin, Shirley (June 22, 2015). "Apple Changes Course After Taylor Swift Open Letter: Will Pay Labels During Free Trial". Billboard. Retrieved January 23, 2025.
130. ↑  Bakare, Lanre (June 25, 2015). "Taylor Swift Allows Apple to Stream Her Album 1989". The Guardian. Archived from the original on May 22, 2024. Retrieved January 23, 2025.
131. ↑  "Taylor Swift Returns to Spotify on the Day Katy Perry's Album Comes Out". BBC. June 9, 2017. Archived from the original on June 9, 2017. Retrieved June 9, 2017.
132. ↑  Flanagan, Andrew (June 9, 2017). "Taylor Swift Returns To Spotify, Amends Her Relationship To Streaming". NPR. Archived from the original on October 9, 2024. Retrieved January 23, 2025.
133. ↑  Kreps, Daniel (November 3, 2014). "Taylor Swift Reveals Massive 1989 World Tour". Rolling Stone. Archived from the original on January 25, 2021. Retrieved January 23, 2025.
134. 1 2 3 4 5 6 7  Levine, Nick (August 21, 2019). "Taylor Swift's Lover: The Struggle to Maintain Superstardom". BBC. Archived from the original on March 1, 2021. Retrieved November 12, 2020.
135. 1 2 3  Iasimone, Ashley (December 13, 2015). "Taylor Swift Says Farewell to 1989 Tour's 'Incredible Adventure'". Billboard. Archived from the original on January 23, 2025. Retrieved January 23, 2025.
136. ↑  Waddell, Ray (December 11, 2015). "Live Music's $20 Billion Year: The Grateful Dead's Fare Thee Well Reunion, Taylor Swift, One Direction Top Boxscore's Year-End". Billboard. Archived from the original on December 15, 2024. Retrieved January 23, 2025.
137. ↑  Frankenberg, Eric (August 21, 2018). "Taylor Swift Breaks Her Own Record for Highest-Grossing U.S. Tour by a Woman". Billboard. Archived from the original on August 22, 2018. Retrieved October 5, 2020.
138. ↑  Lewis, Randy (December 30, 2015). "Taylor Swift's '1989' Is 2015's Highest Grossing Concert Tour By Far". Los Angeles Times. Archived from the original on January 17, 2018. Retrieved October 5, 2020.
139. ↑  Peters, Mitchell (December 13, 2015). "Taylor Swift 1989 World Tour Live Concert Film Coming to Apple Music: Watch Trailer". Billboard. Archived from the original on January 19, 2024. Retrieved January 23, 2025.
140. ↑  Bowden, Ebony (August 26, 2015). "Taylor Swift's Long Long List of Surprise Celebrity Guests on Her 1989 Tour Is Getting Weird". The Sydney Morning Herald. Archived from the original on November 4, 2018. Retrieved January 23, 2025.
141. ↑  Slaughter, Shelby (December 13, 2018). "What Happened to Taylor Swift's Girl Squad?". InStyle. Archived from the original on October 7, 2019. Retrieved January 23, 2025.
142. 1 2  Knopper, Steve (October 21, 2014). "Can Taylor Swift's 1989 Save Ailing Music Industry?". Rolling Stone. Archived from the original on April 1, 2019. Retrieved February 27, 2019.
143. ↑  Mansfield, Brian (October 23, 2014). "Officially Pop, Taylor Swift Embraces Being Unafraid". USA Today. Archived from the original on June 22, 2023. Retrieved June 22, 2023.
144. ↑  Caulfield, Keith (October 27, 2014). "Taylor Swift's 1989 Aiming For 900,000-Plus Sales Debut". Billboard. Archived from the original on June 22, 2023. Retrieved June 22, 2023.
145. ↑  Caulfield, Keith (October 28, 2014). "Taylor Swift's 1989 Heading for 1 Million Sales Debut". Billboard. Archived from the original on June 22, 2023. Retrieved June 22, 2023.
146. ↑  Caulfield, Keith (October 29, 2014). "Taylor Swift's 1989 Surging Toward 1.2 Million Debut". Billboard. Archived from the original on June 22, 2023. Retrieved June 22, 2023.
147. ↑  Caulfield, Keith (November 2, 2014). "Taylor Swift's 1989 Set for Biggest Sales Week Since 2002: 1.3 Million-Plus". Billboard. Archived from the original on June 22, 2023. Retrieved June 22, 2023.
148. ↑  Caulfield, Keith (November 4, 2014). "Official: Taylor Swift's 1989 Debuts With 1.287 Million Sold In First Week". Billboard. Archived from the original on December 18, 2014. Retrieved January 23, 2025.
149. ↑  Caulfield, Keith (February 11, 2015). "Taylor Swift's 1989 Spends 11th Week at No. 1 on Billboard 200 Chart". Billboard. Archived from the original on July 26, 2018. Retrieved January 23, 2025.
150. ↑  Caulfield, Keith (October 27, 2015). "Taylor Swift's 1989 Only Fifth Album to Spend First Year in Billboard 200's Top 10". Billboard. Archived from the original on December 7, 2024. Retrieved January 23, 2025.
151. ↑  "2019 Nielsen Year-End Report" (PDF). Billboard. Archived from the original (PDF) on January 11, 2020. Retrieved January 13, 2020.
152. 1 2  
"American  album certifications – Taylor Swift – ۱۹۸۹". Recording Industry Association of America. Retrieved December 7, 2020.
153. ↑  Schneider, Marc (2025-05-30). "Taylor Swift Buys Back Her Masters From Shamrock, Reclaiming Her First Six Albums". Billboard. Retrieved July 17, 2025.
154. 1 2  "Taylor Swift – ۱۹۸۹". Australiancharts.com. Hung Medien.
155. 1 2  
"ARIA Charts – Accreditations – 2023 Albums" (PDF). Australian Recording Industry Association. Retrieved November 17, 2023.
156. 1 2  "Taylor Swift Album & Song Chart History" Billboard Canadian Albums Chart for Taylor Swift. Prometheus Global Media.
157. 1 2  
"Canada  album certifications – Taylor Swift – ۱۹۸۹". Music Canada. Retrieved January 30, 2015.
158. 1 2 3  "Los Más Vendidos 2015 – Mejor posición" (به اسپانیایی). Asociación Mexicana de Productores de Fonogramas y Videogramas (AMPROFON). Archived from the original on January 24, 2016. Retrieved January 21, 2016.
159. 1 2  
"Certificaciones" (به اسپانیایی). Asociación Mexicana de Productores de Fonogramas y Videogramas. Retrieved December 7, 2020. Type Taylor Swift in the box under the ARTISTA column heading and ۱۹۸۹ in the box under the TÍTULO column heading.
160. 1 2  "Taylor Swift – ۱۹۸۹". Charts.org.nz. Hung Medien.
161. 1 2  
"New Zealand  album certifications – Taylor Swift – ۱۹۸۹". Radioscope. Retrieved December 17, 2024. Type ۱۹۸۹  in the "Search:" field.
162. 1 2  "Taylor Swift – ۱۹۸۹". Norwegiancharts.com. Hung Medien.
163. 1 2  
"Norwegian  album certifications – Taylor Swift – ۱۹۸۹" (به نروژی). IFPI Norway. Retrieved October 29, 2020.
164. ↑  Moss, Liv (November 2, 2014). "Taylor Swift Scores Fastest Selling Female Album of the Year So Far". Official Charts Company. Archived from the original on November 2, 2014. Retrieved November 2, 2014.
165. 1 2  
"British  album certifications – Taylor Swift – ۱۹۸۹". British Phonographic Industry. Retrieved May 10, 2024.
166. 1 2 3 4  "Taylor Swift - ۱۹۸۹" (In German). Austriancharts.at. Hung Medien.
167. 1 2  週間 CDアルバムランキング2014年11月10日付 [Weekly CD Albums Ranking 2014-11-10] (به ژاپنی). اوریکون. Archived from the original on November 11, 2014. Retrieved November 11, 2014.
168. 1 2  "Brazil Albums: December 13, 2014". بیلبورد (مجله). Archived from the original on November 24, 2015. Retrieved November 24, 2015.
169. 1 2  
"French  album certifications – Taylor Swift – ۱۹۸۹" (به فرانسوی). Syndicat National de l'Édition Phonographique. September 13, 2019. Retrieved September 14, 2019.
170. 1 2  
"Gold-/Platin-Datenbank (Taylor Swift; '۱۹۸۹')" (به آلمانی). Bundesverband Musikindustrie. Retrieved April 14, 2018.
171. 1 2  
"Italian  album certifications – Taylor Swift – ۱۹۸۹" (به ایتالیایی). Federazione Industria Musicale Italiana. Retrieved May 23, 2022.
172. 1 2  
"Japanese  album certifications – Taylor Swift – ۱۹۸۹" (به ژاپنی). Recording Industry Association of Japan. Retrieved September 18, 2018. Select 2015年03月 on the drop-down menu
173. 1 2  
"Portuguese  album certifications – Taylor Swift – ۱۹۸۹" (PDF) (به پرتغالی). Associação Fonográfica Portuguesa. Retrieved November 20, 2024.
174. 1 2  
"The Official Swiss Charts and Music Community: Awards (Taylor Swift; '۱۹۸۹')". IFPI Switzerland. Hung Medien. Retrieved April 15, 2024.
175. 1 2 3  
"Brazilian  album certifications – Taylor Swift – ۱۹۸۹" (به پرتغالی). Pro-Música Brasil. Retrieved September 20, 2024.
176. 1 2  
"Austrian  album certifications – Taylor Swift – ۱۹۸۹" (به آلمانی). IFPI Austria. Retrieved October 25, 2017.
177. 1 2  
"Danish  album certifications – Taylor Swift – ۱۹۸۹". IFPI Danmark. Retrieved August 28, 2024.
178. 1 2  
"Wyróżnienia – Platynowe płyty CD - Archiwum - Przyznane w 2024 roku" (به لهستانی). Polish Society of the Phonographic Industry. Retrieved June 19, 2024.
179. 1 2  
"Singapore  album certifications". Recording Industry Association Singapore. Retrieved January 23, 2023.
180. 1 2  
"Ultratop − Goud en Platina – albums 2022". Ultratop. Hung Medien. Retrieved August 30, 2022.
181. ↑  Oakes, Tara (August 30, 2019).  Jones, Gareth (ed.). "Taylor Swift's Lover Album Breaks New Record in China". Reuters. Archived from the original on August 30, 2019. Retrieved June 22, 2020.
182. ↑  "IFPI Digital Music Report 2015" (PDF). International Federation of the Phonographic Industry. Archived from the original (PDF) on March 10, 2016.
183. ↑  "IFPI Global Music Report 2016" (PDF). International Federation of the Phonographic Industry. Archived from the original (PDF) on July 30, 2016.
184. ↑  Winter, Velvet (November 12, 2022). "Like the Beatles, Madonna and Kylie Minogue Before Her, Taylor Swift Is Masterful at Pivoting". ABC News. Archived from the original on November 13, 2022. Retrieved November 13, 2022.
185. ↑  Lipshutz, Jason; Unterberger, Andrew (March 22, 2023). "Taylor Swift Catalog Rises in Streams Following Eras Tour Kickoff". Billboard. Archived from the original on March 23, 2023. Retrieved November 23, 2023.
186. 1 2  "Official IFPI Charts Top-75 Albums Sales Chart" (به یونانی). آی‌اف‌پی‌آی یونان. Archived from the original on June 21, 2023. Retrieved June 21, 2023.
187. 1 2 3  "Taylor Swift – ۱۹۸۹". Swedishcharts.com. Hung Medien.
188. 1 2  "Los discos más vendidos de la semana". Diario de Cultura. Argentine Chamber of Phonograms and Videograms Producers. Archived from the original on October 20, 2022. Retrieved October 20, 2022.
189. 1 2  "Rankings (Febrero 2023)" (به اسپانیایی). فهرست گواهی‌نامه‌های ضبط موسیقی. Archived from the original on April 2, 2023. Retrieved April 8, 2023.
190. 1 2  "Tónlistinn – Plötur – Vika 44 – 2023" [The Music – Albums – Week 44 – 2023] (به ایسلندی). Plötutíðindi. Archived from the original on November 7, 2023. Retrieved November 7, 2023.
191. 1 2  "1989 by Taylor Swift Reviews". AnyDecentMusic?. Archived from the original on June 30, 2017. Retrieved November 2, 2016.
192. 1 2  "Reviews for 1989 by Taylor Swift". متاکریتیک. Archived from the original on August 17, 2016. Retrieved December 23, 2014.
193. 1 2  Christgau, Robert (February 6, 2015). "Robert Christgau: Expert Witness". Cuepoint. Archived from the original on February 7, 2015. Retrieved February 6, 2015.
194. 1 2  Wood, Mikael (October 27, 2014). "Taylor Swift Smooths Out the Wrinkles on Sleek 1989". Los Angeles Times. Archived from the original on November 15, 2014. Retrieved February 4, 2019.
195. 1 2  Jagoda, Vrinda (August 19, 2019). "Taylor Swift: 1989 Album Review". Pitchfork. Archived from the original on September 22, 2019. Retrieved September 14, 2019.
196. 1 2  Unterberger, Andrew (October 28, 2014). "Taylor Swift Gets Clean, Hits Reset on New Album 1989". Spin. Archived from the original on November 19, 2018. Retrieved April 5, 2018.
197. ↑  Ellis, Lindsay (October 27, 2014). "Taylor Swift's '1989' sounds familiar. Here's why". The Christian Science Monitor. Archived from the original on May 21, 2024. Retrieved February 24, 2025. Last week, “1989” nabbed largely positive reviews from critics
198. ↑  McNutt ۲۰۲۰، p. ۷۸; Perone ۲۰۱۷، p. ۶۸.
199. ↑  Weber, Lindsey (October 28, 2014). "What Is Everyone Saying About Taylor Swift's 1989?". Vulture. Archived from the original on June 25, 2015. Retrieved August 12, 2020.
200. ↑  Gill, Andy (October 27, 2014). "Taylor Swift, 1989, Album Review: Pop Star Shows Signs of Maturity". The Independent. Archived from the original on December 3, 2024. Retrieved January 25, 2025.
201. 1 2 3  Gardner, Elysa (October 23, 2014). "Swift Parties, and Yearns, Like It's 1989". USA Today. Archived from the original on October 31, 2023. Retrieved January 25, 2025.
202. ↑  Kimberlin, Shane (November 3, 2014). "Taylor Swift – 1989 | Album Review". musicOMH. Archived from the original on November 5, 2014. Retrieved February 5, 2019.
203. ↑  Weber, Lindsey (October 28, 2014). "What Is Everyone Saying About Taylor Swift's 1989?". Vulture. Archived from the original on June 25, 2015. Retrieved August 12, 2020.
204. ↑  McNutt ۲۰۲۰، p. ۷۹; Sloan ۲۰۲۱، p. ۱۷.
205. ↑  Markovitz, Adam (November 11, 2014). "1989". Entertainment Weekly. Archived from the original on February 15, 2015. Retrieved November 2, 2018.
206. ↑  "AMAs Winners List 2015". Billboard. November 22, 2015. Archived from the original on November 24, 2015. Retrieved November 24, 2015.
207. ↑  第29回 日本ゴールドディスク大賞 [The 29th Japan Gold Disc Awards] (به ژاپنی). Recording Industry Association of Japan. Archived from the original on March 5, 2015. Retrieved June 30, 2020.
208. ↑  "Die Helene-Fischer-Festspiele haben begonnen". Rundfunk Berlin-Brandenburg (به آلمانی). March 27, 2015. Archived from the original on December 26, 2016. Retrieved December 26, 2016.
209. ↑  Bliss, Karen (January 27, 2015). "Magic!, Kiesza and Leonard Cohen Lead Juno Awards Nominations". Billboard. Archived from the original on January 30, 2015. Retrieved January 27, 2015.
210. ↑  "Premios 40 Principales 2015". Los 40 Principales (به اسپانیایی). Archived from the original on October 13, 2015. Retrieved October 16, 2015.
211. ↑  "iHeartRadio Music Awards 2016: See the Full Winners List". Billboard. آوریل 3, 2016. Archived from the original on April 8, 2016. Retrieved April 4, 2016.
212. ↑  "Grammy Awards Winners: The Full List". The Guardian. February 15, 2016. Archived from the original on February 21, 2016. Retrieved February 21, 2016.
213. ↑  Lynch, Joe (February 19, 2016). "Taylor Swift Joins Elite Club to Win Grammy Album of the Year More Than Once: See the Rest". Billboard. Archived from the original on March 1, 2016. Retrieved March 1, 2016.
214. ↑  "The 10 Best Albums of 2014". Billboard. December 11, 2014. Archived from the original on December 24, 2014. Retrieved December 24, 2014.
215. ↑  "American Songwriter's Top 50 Albums of 2014: Presented by D'Addario". American Songwriter. November 24, 2014. Archived from the original on March 10, 2015. Retrieved March 10, 2015.
216. ↑  "Top 10 Best Albums of 2014". Time. December 2, 2014. Archived from the original on January 23, 2016. Retrieved January 18, 2016.
217. ↑  "Best 50 Albums of 2014". The Daily Telegraph. April 2, 2015. Archived from the original on April 9, 2018. Retrieved April 9, 2018.
218. ↑  "The Best Albums Of 2014: The Music's Writers' Poll". The Music. December 16, 2014. Archived from the original on December 18, 2014. Retrieved December 18, 2014.
219. ↑  Adams, Sean (December 16, 2014). "Drowned In Sound's Favourite Albums of 2014". Drowned in Sound. Archived from the original on March 15, 2015. Retrieved March 15, 2015.
220. ↑  "The 50 Best Albums of 2014". Complex. December 18, 2014. Archived from the original on December 22, 2014. Retrieved December 22, 2014.
221. ↑  "50 Best Albums of 2014". Rolling Stone. December 2014. Archived from the original on February 28, 2015. Retrieved February 28, 2015.
222. ↑  "The Best Albums of 2014". The Guardian. November 26, 2014. Archived from the original on December 12, 2014. Retrieved September 26, 2020.
223. ↑  "The 20 Best Albums of 2014". The A.V. Club. December 8, 2014. Archived from the original on March 2, 2015. Retrieved March 2, 2015.
224. ↑  "The Best Albums of 2014". PopMatters. December 22, 2014. Archived from the original on April 24, 2015. Retrieved April 24, 2015.
225. ↑  "The 50 Best Albums of 2014". Pitchfork. December 17, 2014. Archived from the original on January 15, 2016. Retrieved January 18, 2016.
226. ↑  Hubbard, Michael (December 6, 2014). "Top 100 Albums Of 2014". MusicOMH. Archived from the original on March 30, 2015. Retrieved March 30, 2015.
227. ↑  "The Village Voice's 42nd Pazz & Jop Music Critics Poll". The Village Voice. Archived from the original on January 24, 2015. Retrieved January 24, 2015.
228. ↑  Caramanica, Jon (December 11, 2014). "Jon Caramanica's Top 10 Albums of 2014". The New York Times. Archived from the original on April 19, 2015. Retrieved April 19, 2015.
229. ↑  Tucker, Ken (December 16, 2014). "Ken Tucker's Top 9 Albums Of 2014, Plus A Book". NPR. Archived from the original on March 10, 2015. Retrieved March 10, 2015.
230. ↑  Mansfield, Brian (December 18, 2014). "Brian Mansfield's Top 5 Albums of 2014". USA Today. Archived from the original on February 6, 2023. Retrieved February 6, 2023.
231. ↑  McNutt 2020, p. 79.
232. ↑  Dailey, Hannah (January 11, 2024). "Taylor Swift's Pop Career Turns 10: How She Pulled Off the Perfect Genre Crossover With 1989". Billboard. Retrieved January 27, 2025.
233. ↑  Anderson, Trevor (October 30, 2015). "From Michael Jackson's Thriller to Taylor Swift's 1989: Albums with Five Top 10 Hot 100 Hits". Billboard. Archived from the original on December 19, 2024. Retrieved January 26, 2025.
234. ↑  Anderson, Trevor (August 18, 2020). "Juice WRLD's Legends Never Die & The 27 Other Albums With Five or More Top 10 Hot 100 Hits". Billboard. Archived from the original on August 29, 2020. Retrieved August 27, 2020.
235. ↑  Unterberger, Andrew (July 6, 2018). "While You Weren't Looking, Taylor Swift Scored Her Biggest Reputation Radio Hit". Billboard. Archived from the original on July 7, 2018. Retrieved October 11, 2020.
236. ↑  Cullen 2016, p. 37.
237. 1 2  Barnes, Kelsey (October 27, 2023). "7 Ways Taylor Swift's 1989 Primed Her For World Domination". The Recording Academy. Archived from the original on October 29, 2023. Retrieved October 29, 2023.
238. ↑  Bruner, Raisa (October 26, 2023). "How 1989 Changed Taylor Swift's Career Forever". Time. Archived from the original on November 3, 2023. Retrieved November 8, 2023.
239. ↑  Harbron, Lucy (November 12, 2021). "Why Taylor Swift's Red Is Her Turning Point". Clash. Archived from the original on November 12, 2021. Retrieved November 12, 2021.
240. ↑  Smith, Neil (June 22, 2015). "Five Ways Taylor Swift Is Changing the World". BBC News. Archived from the original on November 23, 2019. Retrieved September 3, 2020.
241. ↑  Welby, Augustus (April 14, 2020). "Conan Gray: 'I Always Write About Things that Make Me Feel Uncomfortable'". Tone Deaf. Archived from the original on June 20, 2020. Retrieved June 19, 2020.
242. ↑  Weiner, Natalie (July 12, 2015). "Jared Leto Listens to Taylor Swift's 1989 For Musical Inspiration: See His Reaction". Billboard. Archived from the original on May 22, 2021. Retrieved March 15, 2021.
243. ↑  Akingbade, Tobi (March 2, 2019). "The Vamps Reveal They Really Want to Work with Taylor Swift Again: 'She Revolutionised Music'". Metro. Archived from the original on June 21, 2020. Retrieved June 19, 2020.
244. ↑  Hughes, Hilary (August 25, 2019). "Taylor Swift Calls Rom-Com Inspiration Behind Lover Song the 'Most Meta Thing That's Ever Happened to Me'". Billboard. Archived from the original on August 27, 2019. Retrieved June 2, 2019.
245. ↑  O'Donnell, Kevin (September 21, 2015). "Ryan Adams 1989 Interview: Indie Icon Opens Up about Covering Taylor Swift's Smash Album". Entertainment Weekly. Archived from the original on May 6, 2019. Retrieved May 6, 2019.
246. ↑  Zaleski, Annie (September 21, 2015). "Ryan Adams Transforms Taylor Swift's 1989 Into a Melancholy Masterpiece". The A.V. Club. Archived from the original on February 12, 2018. Retrieved May 6, 2019.
247. ↑  Winograd, Jeremy (October 21, 2015). "Review: Ryan Adams, 1989". Slant Magazine. Archived from the original on May 6, 2019. Retrieved May 6, 2019.
248. ↑  Hendicott, James (October 19, 2015). "Taylor Swift Tells Ryan Adams 'What You Did with My Album Was like Actors Changing Emphasis' – Watch". NME. Archived from the original on May 6, 2019. Retrieved May 6, 2019.
249. ↑  Hoby, Hermione (August 23, 2014). "Taylor Swift: 'Sexy? Not On My Radar'". The Guardian. Archived from the original on June 10, 2015. Retrieved November 14, 2020.
250. ↑  Knibbs, Kate (August 21, 2019). "Ten Years of Taylor Swift: How the Pop Star Went From Sweetheart to Snake (and Back Again?)". The Ringer. Retrieved January 26, 2025.
251. 1 2  Geffen, Sasha (November 10, 2017). "On 1989, Taylor Swift Became a True Pop Star". Vulture. Archived from the original on July 24, 2020. Retrieved January 26, 2025.
252. 1 2  Wilkinson 2017, p. 443.
253. ↑  Lambert, Molly (August 27, 2015). "Is This It? Has Taylor Swift Found True Love in Calvin Harris?". Grantland. Archived from the original on March 13, 2024. Retrieved January 26, 2025.
254. ↑  Snapes, Laura (August 24, 2019). "Taylor Swift: 'I Was Literally About to Break'". The Guardian. Archived from the original on August 24, 2019. Retrieved November 13, 2020.
255. ↑  Hiatt, Brian (September 30, 2019). "9 Taylor Swift Moments That Didn't Fit in Our Cover Story". Rolling Stone. Archived from the original on October 1, 2019. Retrieved December 9, 2019.
256. 1 2  Wickman, Forrest (November 25, 2015). "Why Did It Take Ryan Adams to Get Pitchfork to Review a Taylor Swift Album?". Slate. Archived from the original on November 13, 2022. Retrieved November 13, 2022.
257. ↑  Leszkiewicz, Anna (September 24, 2015). "Ryan Adams's 1989 And the Mansplaining of Taylor Swift". New Statesman. Archived from the original on November 2, 2023. Retrieved November 2, 2023.
258. ↑  Stone 2023, pp. 60–61.
259. ↑  Stone 2023, p. 61.
260. ↑  "Every Taylor Swift Album Ranked". Paste. August 2, 2023. Archived from the original on December 12, 2023. Retrieved November 6, 2023.
261. ↑  Bilmes, Alex (October 21, 2022). "Taylor Swift's Midnights Is an Instant Classic". Esquire. Archived from the original on October 28, 2022. Retrieved January 17, 2024.
262. ↑  Freeman, Rob (August 11, 2023). "Taylor Swift's 1989: The Return of a Pop Music Masterpiece". BBC. Archived from the original on August 14, 2023. Retrieved August 14, 2023.
263. ↑  Willis, Jay (October 25, 2019). "Taylor Swift's 1989 Perfected the Pop Crossover Album". GQ. Archived from the original on October 26, 2019. Retrieved March 13, 2020.
264. ↑  Princiotti, Nora (October 28, 2024). "The Taylor Swift We Know Now Was Born on 1989". The Ringer (به انگلیسی). Archived from the original on October 29, 2024. Retrieved October 29, 2024.
265. ↑  Ford, Lucy (March 20, 2023). "12 Essential Pop Albums of the 21st Century". GQ. Archived from the original on September 28, 2022. Retrieved September 28, 2022.
266. ↑  Beaumont-Thomas, Ben; Snapes, Laura; Curtin, April (September 13, 2019). "The 100 Best Albums of the 21st Century". The Guardian. Archived from the original on September 13, 2019. Retrieved September 14, 2019.
267. ↑  "The 250 Greatest Albums of the 21st Century So Far". Rolling Stone. January 10, 2025. Retrieved May 16, 2025.
268. ↑  Gormely, Ian (December 3, 2014). "Taylor Swift Leads Poptimism's Rebirth". The Guardian. Archived from the original on August 2, 2021. Retrieved August 2, 2021.
269. ↑  Mylrea, Hannah (July 24, 2020). "Taylor Swift: Every Single Album Ranked and Rated". NME. Archived from the original on November 29, 2022. Retrieved November 3, 2023.
270. ↑  Power, Ed (June 25, 2024). "All of Taylor Swift's Albums Ranked, From Worst to Best". The Irish Times. Archived from the original on January 23, 2025. Retrieved January 26, 2025.
271. ↑  Barnes, Kelsey (February 21, 2023). "Every Taylor Swift Album Ranked". Alternative Press. Archived from the original on March 6, 2023. Retrieved November 6, 2023.
272. ↑  Shipley, Al (May 5, 2024). "Every Taylor Swift Album, Ranked". Spin. Archived from the original on September 21, 2024. Retrieved January 26, 2025.
273. ↑  "All 10 Taylor Swift Albums Ranked". Slant Magazine. October 25, 2022. Archived from the original on November 6, 2023. Retrieved November 6, 2023.
274. ↑  "Best Albums of the Decade (2010–19)". Metacritic. January 11, 2020. Archived from the original on March 26, 2023. Retrieved November 3, 2023.
275. ↑  "The 50 Best Albums of the 2010s". The A.V. Club. November 20, 2019. Archived from the original on November 20, 2019. Retrieved November 20, 2019.
276. ↑  "The 100 Best Albums of the 2010s (page 1)". Slant Magazine. December 20, 2019. Archived from the original on January 1, 2020. Retrieved December 24, 2019.
277. ↑  "The 100 Greatest Albums of the 2010s: Staff Picks". Billboard. November 19, 2019. Archived from the original on December 18, 2019. Retrieved November 20, 2019.
278. ↑  "Top 100 Albums of the 2010s". Consequence. November 4, 2019. Archived from the original on November 6, 2019. Retrieved November 9, 2019.
279. ↑  "NME's Greatest Albums of The Decade: The 2010s". NME. November 30, 2019. Archived from the original on December 11, 2019. Retrieved November 30, 2019.
280. ↑  "The 100 Best Albums of the 2010s". Paste. October 9, 2019. Archived from the original on October 21, 2019. Retrieved October 23, 2019.
281. ↑  "The 100 Best Albums of the 2010s". Rolling Stone. December 3, 2019. Archived from the original on December 3, 2019. Retrieved December 3, 2019.
282. ↑  "All The Best Albums Of The 2010s, Ranked". Uproxx. October 7, 2019. Archived from the original on October 11, 2019. Retrieved October 8, 2019.
283. ↑  Naftule, Ashley (November 8, 2019). "The Top 25 Pop Albums of the 2010s". Consequence. Archived from the original on November 2, 2014. Retrieved November 9, 2019.
284. ↑  Willman, Chris (December 20, 2019). "The Best Albums of the Decade". Variety. Archived from the original on March 7, 2020. Retrieved December 21, 2019.
285. ↑  Potton, Ed (October 13, 2023). "Why Taylor Swift's 1989 Is the Album of the Century". The Times. Archived from the original on December 11, 2023. Retrieved December 11, 2023.
286. ↑  "2010s Readers' Poll Results". Pitchfork. October 16, 2019. Archived from the original on April 4, 2020.
287. ↑  "The 500 Greatest Albums of All Time". Rolling Stone. December 31, 2023. Archived from the original on January 20, 2023. Retrieved January 1, 2024.
288. ↑  "The 100 Greatest Albums of All Time". Consequence. September 12, 2022. Archived from the original on September 12, 2022. Retrieved September 12, 2022.
289. ↑  Aswad, Jem (August 22, 2019). "Taylor Swift Performs on GMA, Talks Re-Recording Big Machine Songs (Watch)". Variety. Archived from the original on November 8, 2020. Retrieved August 10, 2023.
290. ↑  Aroesti, Rachel (October 27, 2023). "Taylor Swift: 1989 (Taylor's Version) Review – Subtle Bonus Tracks Add New Depths to a Classic". The Guardian. Archived from the original on October 27, 2023. Retrieved October 30, 2023.
291. ↑  Aniftos, Rania (September 20, 2023). "Taylor Swift's Full 1989 (Taylor's Version) Track List Is Here With No Features & One More 'Vault' Track". Billboard. Archived from the original on October 30, 2023. Retrieved September 21, 2023.
292. ↑  Caulfield, Keith (August 20, 2023). "Travis Scott's Utopia Notches Third Straight Week Atop Billboard 200". Billboard. Archived from the original on August 20, 2023. Retrieved August 22, 2023.
293. ↑  Willman, Chris (2025-05-30). "Taylor Swift Shocker: Singer Buys Back and Will Reissue First Six Albums — Even as Reputation (Taylor's Version) 'Can Still Have Moment to Reemerge' Later". Variety. Retrieved 2025-05-30.
294. ↑  "Taylor Swift – ۱۹۸۹" (In Dutch). Ultratop.be. Hung Medien.
295. ↑  "Taylor Swift – ۱۹۸۹" (In French). Ultratop.be. Hung Medien.
296. ↑  "TOP 40 STRANIH – TJEDAN 5. 2015". Hrvatska Diskografska Udruga. Archived from the original on March 25, 2016. Retrieved March 29, 2022.
297. ↑  "Top 50 Prodejní". Czech Albums. ČNS IFPI. Note: On the chart page, select ۲۰۱۴۴۴ on the field besides the word "Zobrazit", and then click over the word to retrieve the correct chart data.
298. ↑  "Taylor Swift – ۱۹۸۹". Danishcharts.com. Hung Medien.
299. ↑  "Taylor Swift – ۱۹۸۹". Dutchcharts.nl. Hung Medien.
300. ↑  "Taylor Swift: ۱۹۸۹" (in Finnish). Musiikkituottajat &ndash; IFPI Finland.
301. ↑  "Taylor Swift – ۱۹۸۹". Lescharts.com. Hung Medien.
302. ↑  "Offiziellecharts.de – Taylor Swift – ۱۹۸۹" (in German). GfK Entertainment charts.  Retrieved November 4, 2014.
303. ↑  "Official IFPI Charts Top-75 Albums Sales Chart" (به یونانی). آی‌اف‌پی‌آی یونان. Archived from the original on November 24, 2014. Retrieved December 8, 2014.
304. ↑  "Archívum – Slágerlisták – MAHASZ – Magyar Hangfelvétel-kiadók Szövetsége". Mahasz.hu. LightMedia.
305. ↑  "Top 100 Artist Album, Week Ending 6 November 2014". GfK Chart-Track. Archived from the original on December 20, 2016. Retrieved August 6, 2022.
306. ↑  "Taylor Swift – ۱۹۸۹". Italiancharts.com. Hung Medien.
307. ↑  "Oficjalna lista sprzedaży :: OLIS - Official Retail Sales Chart" (In Polish). OLiS. Polish Society of the Phonographic Industry.
308. ↑  "Taylor Swift – ۱۹۸۹". Portuguesecharts.com. Hung Medien.
309. ↑  "Official Scottish Albums Chart Top 100". شرکت جدول‌های رسمی. Archived from the original on March 21, 2018. Retrieved March 21, 2018.
310. ↑  "South African Top 20 Albums Chart". RSG (Recording Industry of South Africa). Archived from the original on November 27, 2014. Retrieved November 27, 2014.
311. ↑  "South Korea GAON Albums Chart". On the page, select "{{{year}}}" and then "۲۰۱۴٫۱۰٫۲۶~۲۰۱۴٫۱۱٫۰۱" to obtain the corresponding chart. Korean Charts. گائون چارت.
312. ↑  "South Korea GAON International Albums Chart". On the page, select "{{{year}}}" and then "۲۰۱۴٫۱۰٫۲۶~۲۰۱۴٫۱۱٫۰۱" to obtain the corresponding chart. Korean Charts. Gaon Chart.
313. ↑  "Taylor Swift – ۱۹۸۹". Spanishcharts.com. Hung Medien.
314. 1 2  "Taylor Swift – ۱۹۸۹". Swisscharts.com. Hung Medien.
315. ↑  "۲۰۱۴۱۱۰۸ Top 40 Official UK Albums Archive | Official Charts". UK Albums Chart. The Official Charts Company.
316. ↑  "Taylor Swift Chart History (Billboard 200)". Billboard.  Retrieved November 2, 2014.
317. ↑  "Combined albums chart for the Week 48, 2017 – Ending November 30, 2017" (به انگلیسی). Skaties.lv [lv]. December 11, 2017. Retrieved April 8, 2025.
318. ↑  "Taylor Swift Album & Song Chart History" Billboard Independent Albums for Taylor Swift. Prometheus Global Media.
319. ↑  "Los discos más vendidos del 2014 en Argentina" (به اسپانیایی). ARG Noticias. Archived from the original on April 2, 2015. Retrieved December 30, 2014.{{cite web}}:  نگهداری یادکرد:پیوند نامناسب (link)
320. ↑  "End of Year Charts – ARIA Top 100 Albums 2014". انجمن صنعت ضبط استرالیا. Archived from the original on January 7, 2015. Retrieved January 6, 2015.
321. ↑  "ultratop.be – Jaaroverzichten 2014" (به هلندی). Hung Medien. Archived from the original on August 12, 2018. Retrieved December 27, 2014.
322. ↑  "Rapports Annuels 2014" (به فرانسوی). Hung Medien. Archived from the original on December 22, 2018. Retrieved December 27, 2014.
323. ↑  "2014 Year End Charts – Top Canadian Albums". بیلبورد (مجله). Archived from the original on December 12, 2014. Retrieved December 10, 2014.
324. ↑  "Jaaroverzichten – Album 2014". dutchcharts.nl. Archived from the original on May 16, 2020. Retrieved June 29, 2020.
325. ↑  "Le Top de l'année: Top Albums Fusionnés" (به فرانسوی). سندیکای ملی انتشارات صوتی‌تصویری. Archived from the original on February 14, 2015. Retrieved February 14, 2015.
326. ↑  "Top 100 Album-Jahrescharts" (به آلمانی). رتبه‌بندی سرگرمی جی‌اف‌کی. Archived from the original on November 13, 2018. Retrieved August 10, 2015.
327. ↑  "IRMA Best of Albums 2014". انجمن صنعت ضبط ایرلند. Archived from the original on February 3, 2019. Retrieved February 25, 2016.
328. ↑  2014年 年間音楽＆映像ランキング発表 [2014 Year-End Music and DVD Ranking Chart] (به ژاپنی). اوریکون. December 20, 2014. Archived from the original on July 12, 2018. Retrieved July 12, 2018.
329. ↑  "Los Más Vendidos 2014" (به اسپانیایی). Asociación Mexicana de Productores de Fonogramas y Videogramas. Archived from the original (PDF) on February 15, 2015. Retrieved February 13, 2015.
330. ↑  "Top Selling Albums of 2014". انجمن صنعت ضبط نیوزیلند. Archived from the original on December 20, 2014. Retrieved December 20, 2014.
331. ↑  "2014 Albums Chart" (به کره‌ای). جدول سرکل. Archived from the original on November 12, 2020. Retrieved October 29, 2020.
332. ↑  "Schweizer Jahreshitparade 2014". جدول موسیقی سوئیس. Archived from the original on July 24, 2020. Retrieved June 29, 2020.
333. ↑  Moss, Liv (January 1, 2015). "The Official Top 40 Biggest Selling Artist Albums of 2014". شرکت جدول‌های رسمی. Archived from the original on January 1, 2015. Retrieved January 1, 2015.
334. ↑  "Top 200 Albums Chart Year End 2014". بیلبورد (مجله). Archived from the original on September 18, 2018. Retrieved January 7, 2015.
335. ↑  "ARIA Top 100 Albums 2015". انجمن صنعت ضبط استرالیا. Archived from the original on November 16, 2018. Retrieved February 7, 2019.
336. ↑  "Ö3 Austria Top 40 – Album Charts 2015" (به آلمانی). او۳ تاپ ۴۰ اتریش. Archived from the original on January 4, 2016. Retrieved January 4, 2016.
337. ↑  "Jaaroverzichten 2015". اولتراتاپ. Archived from the original on June 14, 2020. Retrieved June 29, 2020.
338. ↑  "Rapports Annuels 2015". اولتراتاپ. Archived from the original on June 14, 2020. Retrieved June 29, 2020.
339. ↑  "Top Canadian Albums: Year End 2015". بیلبورد (مجله). Archived from the original on September 18, 2018. Retrieved September 18, 2018.
340. ↑  "Top 50 strana 2015" (به کروات). CMC.com.hr. December 30, 2015. Archived from the original on January 27, 2016. Retrieved March 29, 2022.
341. ↑  "Jaaroverzichten – Album 2015" (به هلندی). جدول‌های هلند. Archived from the original on August 18, 2018. Retrieved September 18, 2018.
342. ↑  "Top Albums annuel (physique + téléchargement + streaming)". SNEP (به فرانسوی). سندیکای ملی انتشارات صوتی‌تصویری. February 22, 2017. Archived from the original on August 12, 2018. Retrieved September 18, 2018.
343. ↑  "Top 100 Album-Jahrescharts" (به آلمانی). رتبه‌بندی سرگرمی جی‌اف‌کی. Archived from the original on December 30, 2018. Retrieved December 30, 2018.
344. ↑  "Összesített album- és válogatáslemez-lista — helyezés alapján – 2015" (به مجاری). MAHASZ. Archived from the original on April 21, 2021. Retrieved March 29, 2022.
345. ↑  "IRMA Best of Albums 2015". انجمن صنعت ضبط ایرلند. Archived from the original on November 19, 2018. Retrieved December 30, 2018.
346. ↑  "Hot Albums 2015 Year End". بیلبورد ژاپن (به ژاپنی). Archived from the original on August 5, 2016. Retrieved August 6, 2018.
347. ↑  2015年 年間音楽＆映像ランキング発表 [2015 Year-End Music and DVD Ranking Chart] (به ژاپنی). اوریکون. December 23, 2015. Archived from the original on July 12, 2018. Retrieved December 30, 2018.
348. ↑  "Top Selling Albums of 2015". انجمن صنعت ضبط نیوزیلند. Archived from the original on March 19, 2016. Retrieved December 30, 2018.
349. ↑  "2015 Albums Chart" (به کره‌ای). جدول سرکل. Archived from the original on October 22, 2020. Retrieved October 29, 2020.
350. ↑  "Top 100 Albumes 2015" (PDF) (به اسپانیایی). تهیه‌کنندگان موسیقی اسپانیا. Archived from the original on March 11, 2016. Retrieved May 5, 2019.
351. ↑  "Schweizer Jahreshitparade 2015" (به آلمانی). جدول موسیقی سوئیس. Archived from the original on November 16, 2018. Retrieved December 30, 2018.
352. ↑  Copsey, Rob (January 5, 2016). "The Official Top 40 Biggest Artist Albums of 2015 revealed". شرکت جدول‌های رسمی. Archived from the original on January 5, 2019. Retrieved December 30, 2018.
353. ↑  "Top Billboard 200 Albums: Year End 2015". بیلبورد (مجله). Archived from the original on September 18, 2018. Retrieved December 30, 2018.
354. ↑  "ARIA Top 100 Albums 2016". انجمن صنعت ضبط استرالیا. Archived from the original on January 6, 2017. Retrieved December 30, 2018.
355. ↑  "Jaaroverzichten 2016 Albums" (به هلندی). Hung Medien. Archived from the original on November 21, 2018. Retrieved December 30, 2018.
356. ↑  "2016 Year End Charts – Top Canadian Albums". بیلبورد (مجله). Archived from the original on July 25, 2018. Retrieved December 30, 2018.
357. ↑  "Hot Albums 2016" (به ژاپنی). بیلبورد ژاپن. Archived from the original on May 4, 2021. Retrieved March 29, 2022.
358. ↑  "Top Selling Albums of 2016". انجمن صنعت ضبط نیوزیلند. Archived from the original on December 29, 2016. Retrieved December 30, 2018.
359. ↑  "2016 Album Chart" (به کره‌ای). جدول سرکل. Archived from the original on October 9, 2021. Retrieved October 8, 2021.
360. ↑  "End of Year Albums Chart Top 100 – 2016". شرکت جدول‌های رسمی. Archived from the original on March 1, 2017. Retrieved December 30, 2018.
361. ↑  "Top Billboard 200 Albums: Year End 2016". بیلبورد (مجله). Archived from the original on December 11, 2016. Retrieved December 30, 2018.
362. ↑  "ARIA End of Year Albums 2017". انجمن صنعت ضبط استرالیا. Archived from the original on January 6, 2018. Retrieved December 30, 2018.
363. ↑  "Årslisten 2017" (به نروژی). IFPI Norge. Archived from the original on July 22, 2018. Retrieved April 17, 2022.
364. ↑  "2017 Album Chart" (به کره‌ای). جدول سرکل. Archived from the original on October 8, 2021. Retrieved October 8, 2021.
365. ↑  "Top Billboard 200 Albums – Year-End 2017". بیلبورد (مجله). Archived from the original on December 24, 2017. Retrieved December 30, 2018.
366. ↑  "ARIA End of Year Albums 2018". انجمن صنعت ضبط استرالیا. Archived from the original on January 2, 2019. Retrieved January 10, 2019.
367. ↑  "Billboard 200 Albums – Year-End 2018". بیلبورد (مجله). Archived from the original on December 4, 2018. Retrieved December 5, 2018.
368. ↑  "ARIA End of Year Albums Chart 2019". انجمن صنعت ضبط استرالیا. Archived from the original on March 15, 2020. Retrieved January 10, 2020.
369. ↑  "Billboard 200 Albums – Year-End 2019". بیلبورد (مجله). Archived from the original on December 5, 2019. Retrieved December 7, 2019.
370. ↑  "ARIA Top 100 Albums for 2020". Australian Recording Industry Association. Archived from the original on January 14, 2021. Retrieved January 15, 2021.
371. ↑  "Jaaroverzichten 2020". اولتراتاپ. Archived from the original on December 22, 2020. Retrieved December 18, 2020.
372. ↑  "End of Year Album Chart Top 100 – 2020". شرکت جدول‌های رسمی. Archived from the original on January 7, 2021. Retrieved January 5, 2021.
373. ↑  "Billboard 200 Albums – Year-End 2020". بیلبورد (مجله). Archived from the original on December 3, 2020. Retrieved December 3, 2020.
374. ↑  "Independent Albums – Year-End 2020". بیلبورد (مجله). Archived from the original on December 3, 2020. Retrieved December 4, 2020.
375. ↑  "ARIA Top 100 Albums for 2021". انجمن صنعت ضبط استرالیا. Archived from the original on January 12, 2022. Retrieved January 13, 2022.
376. ↑  "Jaaroverzichten 2021". Ultratop. Archived from the original on January 4, 2022. Retrieved January 4, 2022.
377. ↑  Griffiths, George (January 9, 2022). "Ireland's official biggest albums of 2021". Official Charts Company. Archived from the original on January 9, 2022. Retrieved January 9, 2022.
378. ↑  "End of Year Album Chart Top 100 – 2021". Official Charts Company. Archived from the original on February 21, 2022. Retrieved January 5, 2022.
379. ↑  "Billboard 200 Albums – Year-End 2021". بیلبورد (مجله). Archived from the original on December 3, 2021. Retrieved December 3, 2021.
380. ↑  "Independent Albums – Year-End 2021". بیلبورد (مجله). Archived from the original on December 2, 2021. Retrieved December 3, 2021.
381. ↑  "ARIA Top 100 Albums Chart for 2022". انجمن صنعت ضبط استرالیا. Archived from the original on January 4, 2023. Retrieved January 4, 2023.
382. ↑  "Ö3 Austria Top40 Jahrescharts 2022" (به آلمانی). او۳ تاپ ۴۰ اتریش. November 8, 2019. Archived from the original on January 2, 2023. Retrieved January 2, 2023.
383. ↑  "Jaaroverzichten 2022". اولتراتاپ. Archived from the original on January 13, 2023. Retrieved January 13, 2023.
384. ↑  "Top Canadian Albums – Year-End 2022". بیلبورد (مجله). Archived from the original on December 2, 2022. Retrieved December 2, 2022.
385. ↑  "Album Top-100 2022". Hitlisten. Archived from the original on February 2, 2023. Retrieved February 1, 2023.
386. ↑  "Jaaroverzichten – Album 2022". dutchcharts.nl (به هلندی). Archived from the original on January 3, 2023. Retrieved January 4, 2023.
387. ↑  "End of Year Album Chart Top 100 – 2022". شرکت جدول‌های رسمی. Archived from the original on January 11, 2023. Retrieved January 4, 2023.
388. ↑  "Billboard 200 Albums – Year-End 2022". بیلبورد (مجله). Archived from the original on December 2, 2022. Retrieved December 2, 2022.
389. ↑  "Independent Albums – Year-End 2022". بیلبورد (مجله). Archived from the original on December 1, 2022. Retrieved June 21, 2023.
390. ↑  "ARIA Top 100 Albums Chart for 2023". انجمن صنعت ضبط استرالیا. Archived from the original on January 12, 2024. Retrieved January 12, 2024.
391. ↑  "Ö3 Austria Top40 Jahrescharts 2023" (به آلمانی). او۳ تاپ ۴۰ اتریش. November 8, 2019. Archived from the original on December 28, 2023. Retrieved December 28, 2023.
392. ↑  "Jaaroverzichten 2023" (به هلندی). اولتراتاپ. Archived from the original on January 7, 2024. Retrieved January 7, 2024.
393. ↑  "Rapports annuels 2023" (به فرانسوی). اولتراتاپ. Archived from the original on January 7, 2024. Retrieved January 7, 2024.
394. ↑  "Top Canadian Albums – Year-End 2023". بیلبورد (مجله). Archived from the original on November 21, 2023. Retrieved November 22, 2023.
395. ↑  "Album Top-100 2023". هیت‌لیستن. Archived from the original on January 11, 2024. Retrieved January 13, 2024.
396. ↑  "Jaaroverzichten – Album 2023". dutchcharts.nl (به هلندی). Archived from the original on January 2, 2024. Retrieved January 3, 2024.
397. ↑  "Jahrescharts 2023 Album" (به آلمانی). رتبه‌بندی سرگرمی جی‌اف‌کی. Archived from the original on December 10, 2023. Retrieved December 10, 2023.
398. ↑  "Album Top 100 - digitális és fizikai értékesítés alapján - 2023" (به مجاری). MAHASZ. Archived from the original on January 25, 2024. Retrieved January 25, 2024.
399. ↑  "TÓNLISTINN – PLÖTUR – 2023" (به ایسلندی). Plötutíðindi. Archived from the original on March 8, 2024. Retrieved March 8, 2024.
400. ↑  "Top Selling Albums of 2023". انجمن صنعت ضبط نیوزیلند. Archived from the original on December 21, 2023. Retrieved December 22, 2023.
401. ↑  "Top 100 Álbuns (TOP 100 A) - Semanas 01 a 52 de 2023 – De 30/12/2022 a 28/12/2023" (PDF). Audiogest (به پرتغالی). p. 2. Retrieved January 29, 2025.
402. ↑  "Årslista Album, 2023". فهرست برترین‌های سوئد. Archived from the original on January 18, 2024. Retrieved January 18, 2024.
403. ↑  "Schweizer Jahreshitparade 2023". hitparade.ch. Archived from the original on December 31, 2023. Retrieved December 31, 2023.
404. ↑  "End of Year Albums Chart – 2023". شرکت جدول‌های رسمی. Retrieved January 3, 2024.
405. ↑  "Billboard 200 Albums – Year-End 2023". بیلبورد (مجله). Retrieved November 22, 2023.
406. ↑  "Independent Albums – Year-End 2023". بیلبورد (مجله). Retrieved November 22, 2023.
407. ↑  "ARIA Top 100 Albums Chart for 2024". انجمن صنعت ضبط استرالیا. Retrieved January 13, 2025.
408. ↑  "Jaaroverzichten 2024" (به هلندی). اولتراتاپ. Retrieved January 1, 2025.
409. ↑  "Top 200 Álbuns fusão YTD - Semanas 01 a 52 de 2024 – De 29/12/2023 a 26/12/2024" (PDF). Audiogest (به پرتغالی). p. 3. Retrieved January 29, 2025.
410. ↑  "Schweizer Jahreshitparade 2024" (به آلمانی). جدول موسیقی سوئیس. Archived from the original on December 29, 2024. Retrieved December 30, 2024.
411. ↑  "End of Year Albums Chart – 2024". شرکت جدول‌های رسمی. Retrieved January 1, 2025.
412. ↑  "Billboard 200 Albums – Year-End 2024". بیلبورد (مجله). Retrieved December 19, 2024.
413. ↑  "Independent Albums – Year-End 2024". بیلبورد (مجله). Retrieved December 21, 2024.
414. ↑  "ARIA End of Decade Albums Chart". انجمن صنعت ضبط استرالیا. Archived from the original on January 11, 2020. Retrieved January 15, 2020.
415. 1 2  "Nielsen 2019 Year End Report Canada" (PDF). بیلبورد (مجله). p. 41. Archived (PDF) from the original on April 2, 2020. Retrieved June 30, 2020.
416. ↑  Copsey, Rob (December 11, 2019). "The UK's Official Top 100 biggest albums of the decade". شرکت جدول‌های رسمی. Archived from the original on December 11, 2019. Retrieved December 12, 2019.
417. ↑  "Decade-End Charts: Billboard 200". بیلبورد (مجله). October 31, 2019. Archived from the original on March 20, 2020. Retrieved November 15, 2019.
418. ↑  "Ireland's Top 50 Biggest Female Artist Albums". شرکت جدول‌های رسمی. Archived from the original on March 6, 2019. Retrieved March 6, 2019.
419. ↑  "Greatest of All Time Billboard 200 Albums: Page 1". بیلبورد (مجله). November 12, 2015. Archived from the original on October 1, 2016. Retrieved May 13, 2020.
420. ↑  Caulfield, Keith (November 12, 2015). "Greatest Billboard 200 Albums & Artists of All Time: Adele's 21 & The Beatles Are Tops". بیلبورد (مجله). Retrieved June 16, 2023.
421. ↑  "Greatest of All Time Billboard 200 Albums By Women". بیلبورد (مجله). November 30, 2017. Archived from the original on February 1, 2018. Retrieved July 13, 2020.
422. ↑  Trust, Gary (November 30, 2017). "Madonna, Barbra Streisand, Adele & LeAnn Rimes Are Hot 100 & Billboard 200's Leading Ladies". بیلبورد (مجله). Retrieved June 16, 2023.
423. ↑  
"Dutch  album certifications – Taylor Swift – ۱۹۸۹" (به هلندی). Nederlandse Vereniging van Producenten en Importeurs van beeld- en geluidsdragers. Retrieved July 31, 2018. Enter ۱۹۸۹  in the "Artiest of titel" box.
424. ↑  
"Spanish  album certifications – Taylor Swift – ۱۹۸۹". El portal de Música. Productores de Música de España. Retrieved December 7, 2020.
425. ↑  
"Veckolista Album, vecka 46, 2017 | Sverigetopplistan" (به سوئدی). Sverigetopplistan. Retrieved June 13, 2020. Scroll to position {{{position}}} to view certification.
426. ↑  Caulfield, Keith (January 18, 2024). "Taylor Swift's 1989 (Taylor's Version) Surpasses 2 Million in U.S. Sales". بیلبورد (مجله). Retrieved January 19, 2024.